# A Breaking Bad – Totál szívás és a Better Call Saul szereplőinek listája
Ez az oldal a Breaking Bad – Totál szívás (eredeti címén Breaking Bad) és a Better Call Saul című sorozatok szereplőit sorolja fel.
A Breaking Bad – Totál szívás című amerikai bűnügyi drámasorozatot Vince Gilligan alkotta meg az AMC csatorna számára. A 2008 és 2013 között futó, öt évadból álló sorozat főszereplője egy anyagi problémákkal küszködő középiskolai kémiatanár, Walter White (Bryan Cranston), aki megtudja, hogy halálos beteg. Családja jövőjének biztosítása érdekében egyik volt tanítványával, a piti drogos Jesse Pinkmannel (Aaron Paul) metamfetamin-készítésbe kezd. Fontos szerepet tölt be a sorozatban Walter felesége, Skyler (Anna Gunn), mozgássérült fiuk, Walter Jr. (RJ Mitte), továbbá Skyler testvére, Marie Schrader (Betsy Brandt) és annak férje, a DEA-ügynök Hank (Dean Norris). További főszerepben feltűnik Walter későbbi ügyvédje, Saul Goodman (Bob Odenkirk), a magánnyomozó Mike Ehrmantraut (Jonathan Banks) és Ehrmantraut főnöke, a drogbáró Gus Fring (Giancarlo Esposito). Az utolsó évadban Todd Alquist (Jesse Plemons) és Lydia Rodarte-Quayle (Laura Fraser) is csatlakozik a főszereplőkhöz.
A Better Call Saul című AMC-sorozatot szintén Vince Gilligan alkotta meg, Peter Goulddal közösen, a Breaking Bad spin-offjaként. A 2015-ben indult sorozat nagyrészt a Breaking Bad előtti éveket mutatja be, Saul Goodman szemszögéből. A sorozatban Jonathan Banks és Bob Odenkirk ismét főszerepet kapott. Az eredeti sorozatból számos más szereplő is újból feltűnik, köztük a pszichopata drogdíler Tuco Salamanca (Raymond Cruz) és emberei, Gus Fring (Giancarlo Esposito) továbbá Lydia Rodarte-Quayle, Tuco nagybátyja, a befolyásos kartelltag Hector Salamanca (Mark Margolis) és a mexikói kartell feje, Don Eladio Vuente (Steven Bauer).

## Főszereplők
|  | Alább a cselekmény részletei következnek! |

### Összefoglaló táblázat
| Karakter                      | Színész            | Breaking Bad | Breaking Bad | Breaking Bad | Breaking Bad | Breaking Bad | Breaking Bad | Better Call Saul | Better Call Saul | Better Call Saul | Better Call Saul | Better Call Saul | Better Call Saul | Better Call Saul | El Camino      | Összesen |
| Karakter                      | Színész            | 1            | 2            | 3            | 4            | 5a           | 5b           | 1                | 2                | 3                | 4                | 5                | 6a               | 6b               | El Camino      | Összesen |
| ----------------------------- | ------------------ | ------------ | ------------ | ------------ | ------------ | ------------ | ------------ | ---------------- | ---------------- | ---------------- | ---------------- | ---------------- | ---------------- | ---------------- | -------------- | -------- |
| Walter White                  | Bryan Cranston     | Főszereplő   | Főszereplő   | Főszereplő   | Főszereplő   | Főszereplő   | Főszereplő   |                  |                  |                  |                  |                  |                  | Visszatérő       | Cameo          | 64       |
| Skyler White                  | Anna Gunn          | Főszereplő   | Főszereplő   | Főszereplő   | Főszereplő   | Főszereplő   | Főszereplő   |                  |                  |                  |                  |                  |                  |                  |                | 62       |
| Jesse Pinkman                 | Aaron Paul         | Főszereplő   | Főszereplő   | Főszereplő   | Főszereplő   | Főszereplő   | Főszereplő   |                  |                  |                  |                  |                  |                  | Visszatérő       | Főszereplő     | 64       |
| Hank Schrader                 | Dean Norris        | Főszereplő   | Főszereplő   | Főszereplő   | Főszereplő   | Főszereplő   | Főszereplő   |                  |                  |                  |                  | Visszatérő       |                  |                  |                | 55       |
| Marie Schrader                | Betsy Brandt       | Főszereplő   | Főszereplő   | Főszereplő   | Főszereplő   | Főszereplő   | Főszereplő   |                  |                  |                  |                  |                  |                  |                  |                | 51       |
| Walter White Jr.              | RJ Mitte           | Főszereplő   | Főszereplő   | Főszereplő   | Főszereplő   | Főszereplő   | Főszereplő   |                  |                  |                  |                  |                  |                  |                  |                | 53       |
| Gus Fring                     | Giancarlo Esposito |              | Visszatérő   | Főszereplő   | Főszereplő   |              |              |                  |                  | Főszereplő       | Főszereplő       | Főszereplő       | Főszereplő       | Főszereplő       |                | 59       |
| Jimmy McGill / "Saul Goodman" | Bob Odenkirk       |              | Visszatérő   | Főszereplő   | Főszereplő   | Főszereplő   | Főszereplő   | Főszereplő       | Főszereplő       | Főszereplő       | Főszereplő       | Főszereplő       | Főszereplő       | Főszereplő       |                | 97       |
| Mike Ehrmantraut              | Jonathan Banks     |              | Vendég       | Főszereplő   | Főszereplő   | Főszereplő   |              | Főszereplő       | Főszereplő       | Főszereplő       | Főszereplő       | Főszereplő       | Főszereplő       | Főszereplő       | Cameo          | 84       |
| Lydia Rodarte-Quayle          | Laura Fraser       |              |              |              |              | Visszatérő   | Főszereplő   |                  |                  | Visszatérő       | Vendég           |                  |                  |                  |                | 13       |
| Todd Alquist                  | Jesse Plemons      |              |              |              |              | Visszatérő   | Főszereplő   |                  |                  |                  |                  |                  |                  |                  | Mellékszereplő | 12       |
| Kim Wexler                    | Rhea Seehorn       |              |              |              |              |              |              | Főszereplő       | Főszereplő       | Főszereplő       | Főszereplő       | Főszereplő       | Főszereplő       | Főszereplő       |                | 58       |
| Howard Hamlin                 | Patrick Fabian     |              |              |              |              |              |              | Főszereplő       | Főszereplő       | Főszereplő       | Főszereplő       | Főszereplő       | Főszereplő       | Főszereplő       |                | 44       |
| Nacho Varga                   | Michael Mando      |              |              |              |              |              |              | Főszereplő       | Főszereplő       | Főszereplő       | Főszereplő       | Főszereplő       | Főszereplő       | Főszereplő       |                | 33       |
| Chuck McGill                  | Michael McKean     |              |              |              |              |              |              | Főszereplő       | Főszereplő       | Főszereplő       | Visszatérő       |                  |                  |                  |                | 27       |
| Lalo Salamanca                | Tony Dalton        |              |              |              |              |              |              |                  |                  |                  | Visszatérő       | Főszereplő       | Főszereplő       | Főszereplő       |                | 16       |

### Breaking Bad

#### Walter White
Walter Hartwell White (vagy ahogy az alvilágban ismerik, Heisenberg) (Bryan Cranston, magyar hangja Háda János) egy új-mexikói középiskolai kémiatanár, akinél az 50. születésnapján előrehaladott tüdőrákot diagnosztizálnak. Hogy a halála után legyen mit hagynia a családjára, elhatározza, hogy a kockázatos metamfetamin-gyártásba kezd. Mivel semmit nem tud a drogterjesztésről, ezért társul egykori tanítványával, a piti drogdíler Jesse Pinkmannel. Walter tudása és tökéletesség iránti vágya azt eredményezi, hogy az anyag a piacon lévő áruknál sokkal tisztább hatóanyag-tartalmú. Ráadásul a körülményesen beszerezhető pszeudoefedrin helyett metil-amint használ, amely az ő kábítószerének jellegzetes kékes színt kölcsönöz. Tettei miatt hamarosan felbolydul a helyi alvilág. Bár kezdetben irtózik az erőszaktól, a történet előrehaladtával egyre inkább úgy látja, hogy ez egy szükséges rossz a céljai elérése érdekében. Ahogy egyre mélyebbre és mélyebbre süllyed, úgy oldódnak benne a morális és etikai fékek, és úgy lesz egyre gátlástalanabb, végső soron egy antihős. Viselkedésével éppen azokat idegeníti el magától a legjobban, akikért csinálja ezt az egészet: a családját. Walter egyszerre küzd a betegségével, a kapuzárási pánikkal, és az élete során elszalasztott lehetőségek miatti sértettséggel.

#### Jesse Pinkman
Jesse Bruce Pinkman (Aaron Paul, magyar hangja Szabó Máté) egy piti drogdíler és kábítószerfogyasztó, aki valamikor Walter White osztályába járt. Heves és hedonista természetű, aki nagyratörő célokkal rendelkezik, ha arról van szó, hogy sok pénzt kell szerezni. Úgy viselkedik, ahogy a legtöbb "laza" huszonéves: szereti a házibulikat, a videojátékokat, a rock-és a rapzenét, a gyors kocsikat, emellett gyakran szív füvet is. Kezdetben a saját metamfetaminját chiliporral javította fel (önmagát Cook Kapitánynak nevezve), de Walter bírálatai hatására ezzel felhagyott, és mindent megtanult tőle, amit lehetett, a kábítószergyártásról. Mr. White kicsit úgy viselkedik vele, mintha a fia volna, bár rendszeresek közöttük a konfliktusok. Az igazi családja, ami jól szituált, becsületes emberekből áll, kitagadta őt a drogproblémái miatt. Akárcsak Walter, Jesse is irtózik az erőszaktól, ő azonban a sorozat végéig emberséges marad, és komoly lelki szenvedéseket él át, ha gyerekeket vagy ártatlanokat sodornak bajba a tetteikkel. Különösen igaz ez az utóbbiak esetében: a cselekmény során többször is olyan helyzetbe keveredik, hogy gyerekekkel kerül tragikus kapcsolatba.
Jesse karaktere köré épül az "El Camino" című film, amely megmutatja, hogy a sorozat eseményei után hogyan kap esélyt az újrakezdésre. A film eseményei után Mr. Driscoll álnéven él Alaszkában.

#### Skyler White
Skyler White (lánykori nevén Lambert) (Anna Gunn, magyar hangja Orosz Anna) Walter tíz évvel fiatalabb felesége, egy igazi háziasszony, aki különféle apróságokkal egészíti ki a család keresetét. Korábban pincérnőként dolgozott, míg össze nem házasodtak, ezután könyvelő lett, de ismeretlen okokból otthagyta ezt az állását is. Házasságuk tökéletes volt, ám Walter titkolózásai és viselkedése miatt fokozatosan elhidegülnek egymástól, majd amikor kiderül, hogy Walter a drogbizniszben vesz részt, végleg különválnak. Később mégis úgy dönt, hogy a céljai ismeretében segít neki tisztára mosni a pénzt, egy autómosó üzletben. Ahogy Walter egyre mélyebbre süllyed az alvilágban, úgy alakul át Skyler érzése is iránta: a történet vége felé inkább retteg tőle és a bukástól, és bízik férje mielőbbi halálában, mert csak így érzi családját biztonságban. A "Better Call Saul" egyik epizódjában elhangzik, hogy a történtek után eredményes vádalkut kötött, és megúszta a következményeket.

#### Hank Schrader
Henry R. Schrader (Dean Norris, magyar hangja Barbinek Péter) Walter sógora, Skyler húgának, Marie-nak a férje. A rendőrség drogellenes csoportjának, a DEA-nek dolgozik. Fáradhatatlanul nyomoz egy bizonyos Heisenberg után, akiről több mint egy évig még csak nem is sejti, hogy a saját sógora. Bár nem szívesen vallja be, de a munkája a legfontosabb dolog a számára. Ennek ellenére nagyon kedves és figyelmes a családjával, és mindent megtenne értük. Kifelé mindig jókedélyű és laza ember benyomását kelti, és titkolja, hogy a munkája rengeteg stresszt és szorongást okoz, ami miatt pánikrohamai is szoktak lenni. Amikor megtudja, hogy Walter Heisenberg, az érzései egy csapásra megváltoznak irányában, és gyűlölni kezdi őt. Mivel a karrierje végét jelentené, hogyha kiderülne, hogy egy DEA-ügynök rokona a keresett drogbáró, ezért magánakcióba kezd, Jesse Pinkman felhasználásával. Amikor végre sikerülne letartóztatnia Waltert, megérkezik a sivatagba Jack és a bandája, akik Walter határozott utasítása ellenére jöttek ide, és a tűzpárbajban súlyosan megsebesítik Hanket. Jack meg akarja őt ölni, Walter pedig könyörög, hogy ne tegye. Még nyolcvanmillió dollárt is felajánl az életéért cserébe, de Jack hidegvérrel végez vele. Holttestét a sivatagban ássák el, amelyhez a koordinátákat Walter a sorozat legvégén adja meg a gyászoló családnak.
Hank a Better Call Saulban is megjelenik egy epizód erejéig, amikor is Krazy-8-at beszervezik informátornak.

#### Marie Schrader
Marie Schrader (lánykori nevén Lambert) (Betsy Brandt, magyar hangja Németh Borbála) Skyler húga, Hank felesége, aki radiológusként dolgozik. Gyakran ad tanácsokat másoknak, talán túl sokszor is, ami miatt felszínesnek és önzőnek látszik, de valójában nagyon sokat törődik a családjával. Egy időben kleptomániával is küzdött, ami miatt terapeutához kellett járnia. Amikor Hank súlyosan megsérül egy tűzpárbajban, mindent megtesz a férjéért, annak ellenére is, hogy Hank apátiája miatt átmenetileg kisebb válságot élnek át. Amikor Walter lelepleződik, ellenségessé válik vele szemben, és mindent megtesz, hogy a többieket, de főleg a gyerekeket megóvja. Marie jellegzetessége, hogy lila színű ruhákat visel, illetve a lila színű berendezési tárgyakat kedveli a környezetében, melyet csak Hank halála után cserél le kékre. A "Better Call Saul" legutolsó epizódjában is szerepelt, ahol azzal vádolta Sault, hogy köze volt Hank halálához.

#### Walter White, Jr.
Walter Hartwell White, Jr. (RJ Mitte, magyar hangja Czető Roland) Walter és Skyler legidősebb gyereke. Agyi bénulás miatt nehézségére esik a beszéd, illetve mankókkal kell járnia. Érdekesség, hogy a szerepet játszó RJ Mitte is ebben a betegségben szenved, de enyhébb változatában, neki nincs szüksége mankókra a való életben. Szülei konfliktusa nagyon zavarja őt, ezért felveszi a Flynn becenevet és alteregót, hogy lazábbnak tűnjön. Amikor megtudja, hogy apja beteg, nagyon aggódni kezd, és még egy weboldalt is indít az ő megsegítésére. Azt nem is sejti, hogy a weboldalt felhasználva mossák tisztára a drogpénzt. Szülei különválásakor az anyját hibáztatja, amiért kidobta a halálos beteg apját a lakásból. Drogüzelmeiről egészen a sorozat legvégéig fogalma sincs, de végül ő is megtudja az igazságot. Ráadásul azt hiszi, hogy az általa bálványozott Hank bácsikáját is az apja ölte meg, ezért mélységesen meggyűlöli az apját, és ráhívja a rendőröket, amikor az utoljára próbál meg visszajönni a lakásukba. Amikor Walter szökésben van, felhívja fiát, hogy pénzt ajánljon neki, de az rávágja a telefont. Walter az utolsó epizódban úgy rendelkezik, hogy amint eléri a nagykorúságot, a megmaradt pénz egy jelentős részét kapja meg, de már tisztára mosott módon, adományként.

#### Saul Goodman
James Morgan McGill (Bob Odenkirk, magyar hangja Kassai Károly) egy minden hájjal megkent ügyvéd, aki Walter és Jesse segítségére van minden olyan alkalommal, amikor kezdene forrósodni a lábuk alatt a talaj. Lehetetlen öltözködése, furcsa manírjai, és giccsesen olcsó reklámjai csak a látszat – egyébként kitűnő szakember. A karakter jellemfejlődését a Better Call Saul című előzménysorozatból ismerhetjük meg jobban. A Saul Goodman nevet használja, pusztán annak "zsidós" hangzása miatt, mert úgy véli, egy zsidó ügyvéd keresettebb a piacon. Saul hordozza a komikus elemet a sorozatban, megjelenései alkalmával gyakran már-már komédiába hajló történések fordulnak elő. Saul azon túlmenően, hogy dörzsölt és jó a rábeszélőképessége, jó kapcsolatot ápol az alvilággal is, így ismer olyan embereket, akik különféle piszkos munkákat hajlandóak elvégezni. Felbukkanása elején mint védőügyvéd funkcionál, majd úgy dönt, részesedésért szerepet vállal a drogbizniszben is. Ő az, aki bemutatja Waltert Gusnak. A sorozat legvégén a lebukástól való félelmében (és mert túl sok áldozattal járt a tevékenységük) ki akar szállni, de Walter nem engedi. Ennek következtében egzisztenciája fokozatosan leépül és a hatóságok látókörébe kerül. Végül egy embercsempész segítségével kénytelen Nebraskába áttelepülni, új fizimiskával, új személyazonossággal, Gene Takavic néven, mint a Cinnabon fahéjascsiga-sütője, aki minden nap attól retteg, hogy rátalálnak. Mivel utóbb újabb stiklikbe keveredik, nem kerülheti el a lebukást, de önmagát megváltva végül elismeri felelősségét tettei iránt, ami miatt 86 év börtönre ítélik.
Saul élettörténete komolyabban bemutatásra kerül a Better Call Saul-ban. Fiatal korában kedvelte a simliskedést, "Csúszós Jimmy" néven ismerték Chicagóban, ahol felnőtt, mert rendszeresen eljátszotta, hogy elcsúszik, elesik, és sérüléseire hivatkozva pénzt csalt ki a gyanútlan emberekből. Miután egyszer letartóztatták, bátyja, Chuck, a híres ügyvéd hozta ki a fogdáról. Bálványozta Chuckot, és a hatására akart ügyvéd lenni, csakhogy a bátyja titokban igyekezett az ez irányú karrierjét elszabotálni, mert úgy vélte, ilyen előélettel nem lehet valaki jó szakember. Közvetetten neki köszönhetően fel is függesztették egy évre. Miután meghalt Chuck, és a felfüggesztés is lejárt, már Saul Goodmanként praktizált tovább, és így kezdett el fokozatosan egyre jobb kapcsolatot ápolni az alvilággal.

#### Mike Ehrmantraut
Mike Ehrmantraut (Jonathan Banks, magyar hangja Varga T. József) korrupt exrendőr, magánnyomozó, vietnámi veterán. Hogy miért hagyta ott a rendőrséget Philadelphiában, azt a Breaking Bad során közvetetten egy történettel magyarázza meg: egy családi erőszaktevőt tanított móresre nem megengedett módon (bár állítása szerint csak félmunkát végzett, amit többé nem enged meg magának). A Better Call Saul-ból egy másik magyarázatot is megtudunk: fia is rendőr volt, akit korrupt kollégái megöltek, ő pedig bosszút állt rajtuk. Ezután érkezett Új-Mexikóba, ahol parkolóőri munkája mellett korábbi tehetségét piszkos ügyletekben való segédkezésre kezdte el felhasználni; így lett belőle "eltakarító" és profi bérgyilkos. Mike cinikus és hidegvérű, csakis és kizárólag a küldetést tartja minden esetben szem előtt, az emberi tényezők egyáltalán nem számítanak – kivéve nagyon ritka pillanatokat. Mindene a kislányunokája, az alvilági ügyleteket is tulajdonképpen azért csinálja, hogy az abból szerzett pénzt a nevére nyitott bankszámlájára tegye, hogy legyen pénze, amikor nagykorú lesz. A Breaking Bad-ben Saul és Gus is egyaránt foglalkoztatják őt, és gyakran kerül konfliktusba Walterrel és Jesse-vel azok magatartása miatt. Amikor Gust megölik, Mike végezni akar Walterrel is, de ő sikeresen rábírja, hogy inkább legyenek társak. Mégis elgondolkodik a kiszálláson, amikor rendőri megfigyelés alá helyezik, de már nem tudja végrehajtani: mivel nem hajlandó segíteni Walternek megtudni néhány veszélyes, kivégzendő ember nevét, ezért ő lelövi.

#### Gustavo Fring
Gustavo "Gus" Fring (Giancarlo Esposito, magyar hangja Jakab Csaba) egy chilei születésű üzletember, a Los Pollos Hermanos (Csirkés Fivérek) étteremlánc tulajdonosa. Vagyonos, pénzét sokszor ajánlja fel jótékony célokra, és gyakran segíti a DEA munkáját is támogatásával. Ez azonban csak a látszat: a felszín alatt Gus valójában egy nagy hatalmú drogbáró, aki a Ciudad Juarez-i mexikói kartell-lel van üzleti kapcsolatban, s aki az étteremláncát használja fedőtevékenységnek a drog terítéséhez. Múltja rejtélyes, hogy ki és mi volt Chilében, azt nem fedik fel a sorozatban, csak sejtetik, hogy befolyásos ember lehetett. Gus titkon gyűlöli a mexikóiakat, mert karrierje kezdetén Hector Salamanca és Don Eladio megölték a társát, mert úgy érezték, hogy tevékenységükkel beleszólnak az üzleti ügyeikbe. Bár vannak utalások arra, hogy családos ember, a családját sosem látjuk, máskor egy-egy utalás alapján pedig úgy tűnik, hogy homoszexuális. A Better Call Saul során ismerkedik meg Mike-kal, aki hasonlóan ellenszenvesen viselkedik Salamancáékkal szemben. A Breaking Badben Gus eleinte csak mint az árut terítő partner kerül képbe és csak érintőlegesen akar kapcsolódni Walterékhez; végül azonban a feltételek megváltozása miatt ő kezdi el foglalkoztatni őket. Mivel azonban nem bíznak meg egymásban, Gus úgy dönt, egy bizalmas emberét, Gale-t taníttatja ki Walterrel a metamfetamin főzésének minden csínjára, majd megöli a férfit. A dolog visszafelé sül el, mert Gale-t lelövi Jesse, így kénytelen továbbra is kettejükkel együtt dolgozni. Továbbra sem bíznak meg egymásban, Gus ezért próbál éket verni Walter és Jesse közé, ami részben sikerül is. A megrettent Walter, aki tudja, hogy az élete is veszélyben forog, hazugsággal és trükközéssel eléri, hogy Jesse is Gus halálát kívánja, majd ketten összefogva, Hector Salamanca segítségével egy pokolgépes robbantással végeznek a drogbáróval.

#### Todd Alquist
Todd Alquist (Jesse Plemons, magyar hangja Posta Victor) a Vamonos Pest nevű rovarirtó cég alkalmazottja, akik néha ki is rámolják azokat a házakat, ahol dolgoznak. Saul javaslatára az éppen általuk kezelésbe vett házakban működik tovább a droglabor. Figyelmességével és ügyességével felhívja magára Walter figyelmét. Viselkedése azonban kedves és tiszteletreméltóból egy pillanat alatt tud átváltani hidegvérű gonosszá, ami a sorozat egyik legveszélyesebb negatív szereplőjévé teszi. Amikor metil-amint akarnak lopni egy vonatról, Todd is a csapat tagja lesz, de ekkor súlyos hibát vét: hidegvérrel megöl egy közelben tartózkodó szemtanú kissrácot. Mégsem szabadulnak meg tőle, mert az általa oly sokszor emlegetett Jack bácsikája még segíthet a csapatnak. Todd az évad második felétől válik a kettes számú főgonosszá: először mint Walter lelkes tanítványa jelenik meg, akit mélységesen tisztel tudásáért. majd később Jack bácsikája segítségével öleti meg azt a kilenc embert, akik az üzlet lebukása szempontjából veszélyesnek találtattak. Walter visszavonulása után Todd lesz a főszakács, de az általa előállított anyag közel sem olyan jó minőségű még, mint amilyennek lennie kell. Ez roppantul frusztrálja Lydiát, akibe Todd titkon szerelmes, ezért elrabolja Jesse-t és arra kényszeríti, hogy ő gyártsa nekik a jó minőségű árut. Jesse szökési kísérlete után a szeme láttára megöli a barátnőjét, Andreát, hogy így büntesse meg. Amikor Walter az utolsó epizódban eljön Jesse-ért, a tűzpárbajt még túléli, de Jesse megfojtja őt az összebilincselt kezével.
A karakter megjelenik az "El Camino" filmben is, visszaemlékezésekben.

#### Lydia Rodarte-Quayle
Lydia Rodarte-Quayle (Laura Fraser, magyar hangja a Breaking Bad-ben Kisfalvi Krisztina) a német Madrigal Electromotive GmbH helyi vezetője, az ötödik évad egyik negatív szereplője. Korábban a cégen keresztül ő látta el Gust metil-aminnal a kábítószer elkészítése érdekében, illetve a Better Call Saul során ő biztosította a hátországát, többek között Mike-nak is adott egy alibi-állást, hogy tisztára moshassa a pénzét. Gus halála után a rendőrség nyomozásba kezd, és amikor úgy érzi, hogy szorul körülötte a hurok, az egyébként is borzasztóan idegeskedő természetű nő felbérli Mike-ot, hogy ölje meg azt a 11 embert, akik tudhatnak Gus ügyleteiről. Mindeközben Mike-kal is végezni akar, ám ő túljár a bérgyilkos eszén, és így már ő kényszeríti Lydiát együttműködésre. Egyikőjük sem bízik meg a nőben, különösen amikor poloskát találnak az egyik metil-aminos hordón, így Lydia kénytelen előállni egy vonatrablás tervével, ami fényesen sikerül, és még új piacokat is szerez Walteréknak Csehországban, aminek hatására egy kicsit jobban bíznak benne. De a nő mindvégig a saját útját járja gyávaságból, így Walter kilépése után Todd-dal kezd el dolgoztatni. Bűneiért később meglakol: Walter tudja, hogy a rémesen kényes nő kizárólag kamillateát hajlandó inni sztéviával, ezért egy találkozót szervez meg vele, ahol észrevétlenül ricinesre cseréli a sztéviáját, megmérgezve a nőt. Az "El Camino" című film alapján ugyan túlélte a mérgezést, de a hírek szerint igen kicsi az esély arra, hogy ne haljon bele a szövődményekbe.

### Better Call Saul

#### Kimberly Wrexler
Kimberly "Kim" Wrexler (Rhea Seehorn, magyar hangja Pikali Gerda) egy ügyvéd, aki Jimmyvel mindig is jó barátságban volt, később intim viszonyban is, majd össze is házasodtak. Gyerekkorában az alkoholista anyjával jöttek a városba Nebraskából, aki nem volt jó szülő, ezért már fiatalon meg kellett tanulnia gondoskodnia önmagáról. Joghallgató korában ő is a Hamlin, Hamlin & McGill Ügyvédi Iroda postázójában gyakornokoskodott, és ez motiválta, hogy ügyvéd lehessen. Kim és Jimmy között furcsa kapcsolat áll fenn: a nőnek imponálnak a stiklik, és izgalmat okoz neki, ha valakivel a bolondját járatják vagy trükkösen becsapják – ugyanakkor szenvedélyesen szereti a szakmáját, és a gazdag ügyfelek mellett ingyenes jogsegélynyújtás keretében segít a szegényeken is. Az ötödik évadban összeházasodnak Jimmyvel, majd a hatodik évad során a legdurvább stiklijükre készülnek, mellyel tönkreteszik Howard Hamlint. Habár sikerrel járnak, Howardot agyonlövi egy őket fenyegető gengszter, Lalo, és az események olyan hatással vannak rá, hogy végül felhagy a praktizálással és Jimmytől is elválik. A cselekmény vége felé Floridában telepszik le, ahol kezdetben egy locsolóberendezésekkel foglalkozó cégnél dolgozik, majd miután enyhítve bűntudatán leírja Howard özvegyének, hogy mi volt a szerepük férje halálában, ismét visszatér a joghoz.

#### Howard Hamlin
Howard Hamlin (Patrick Fabian, magyar hangja Czvetkó Sándor, a 3. évadtól Gubányi György István) a Hamlin, Hamlin & McGill Ügyvédi Iroda egyik tagja. Remek szakember, Albuquerque egyik legjobb ügyvédi praxisának tagja. Jóképű, sikeres, és szerencsés, amely frusztrálja Jimmyt, mely konfliktusok forrása. Jimmy sokáig azt hiszi, hogy Howard akadályozza meg az előrejutásban – nem tudván, hogy valójában bátyja, Chuck az, aki utasításba adja neki, hogy gáncsolja el minden törekvését. Később aztán, amikor Jimmyt felfüggesztik az ügyvédi kamaránál, Chuck pártját fogja. Chuck halálát követően ő érzi magát ezért felelősnek, amit Jimmy szándékosan rá is hagy. Hosszú időbe telik, mire túlteszi magát ezen, és mire az ügyvédi irodát is rendbeszedi, ekkor állást ajánl Jimmynek. Jimmyben azonban feltör a sértettség a múltbeli események miatt, és módszeresen elkezd borsot törni Howard orra alá. Emiatt megromlik a viszonyuk, majd Kimmel is, ezért a páros elhatározza, hogy tönkreteszi őt a nagy volumenű Sandpiper-ügyön keresztül. Sikerrel is járnak, amikor pedig ezért kérdőre akarja őket vonni, Howardot a váratlanul felbukkanó Lalo Salamanca minden ok nélkül agyonlövi. A halálával kapcsolatban elterjesztik hogy drogfogyasztással összefüggő öngyilkosság volt, holttestét pedig Gus methlaborjának padlójába temetik.

#### Ignacio Varga
Becenevén Nacho (Michael Mando, magyar hangja Zöld Csaba), egy fiatal férfi, aki ügyesen építgeti karrierjét az alvilágban. Tuco Salamanca jobbkeze, vele ellentétben éles eszű és okos. Civil állása édesapja autószerelő műhelyében van. A sorozat elején felkéri Jimmyt ügyvédjének. Amikor Tucót börtönbe zárják, közvetlenül Hector Salamanca irányítása alá kerül. Itt megtapasztalja, hogy Hector mennyire kegyetlen, és mások (többek közt apja) védelme érdekében ügy dönt, elteszi láb alól az öreget. Ennek érdekében szövetkezik Mike-kal is. Később aztán, amikor Lalo a városba érkezik, Gus megzsarolja őt az apja életével, hogy kettős ügynökként segítse őket. Végül ez okozza a végzetét is: noha Lalo bizalmát maximálisan elnyeri, segédkeznie kell egy ellene irányuló merényletkísérletnél, ami sikertele lesz és emiatt vérdíjat tűznek ki a fejére. Mivel máskülönben az apjával végeznének, úgy dönt, feladja magát, és öngyilkos lesz.
Érdekesség, hogy a Breaking Bad-ben már utalnak a karakterre: amikor Walter és Jesse elrabolják Sault, hogy ráijesztve vegyék rá, hogy tegyen meg mindent Badger védelmében, az ijedtében azt kiabálja: "nem én voltam, Ignacio volt!". Az előzménytörténetből kiderül, hogy ezt azért mondta, mert Lalo a legutolsó találkozásuk alkalmával (ami után Lalo, Jimmy tudtán kívül, meg is halt) nyíltan meggyanúsította őt is a merénylettel.

#### Chuck McGill
Charles Lindbergh McGill Jr. (Michael McKean, magyar hangja Papp János, a legutolsó epizód visszaemlékezésében Forgács Gábor) Jimmy bátyja, köztiszteletnek örvendő ügyvéd, aki még Howard Hamlin apjával alapította a Hamlin, Hamlin & McGill Ügyvédi Irodát. Okos és tehetséges ember, aki úgy véli, a sikerhez vezető út lényege az, ha azt teszi az ember, amit helyes. Pontosan ezért veti meg öccsét, aki a múltban számos stiklit elkövetett, és úgy véli, alkalmatlan ügyvédnek olyan ember, aki nem tisztességes, hanem simlis. Egy rendkívül ritka, hivatalosan el nem ismert betegségben szenved állítása szerint: elektromágneses túlérzékenységben, mely a válása után kezdődött nála. Ennek köszönhetően semmilyen elektromos eszköz közelében nem képes létezni, mert pokoli kínokat él át a hatásukra, és ez a mindennapi életét oly mértékben megnehezíti, hogy már dolgozni sem lesz képes. A sorozat során kiderül, hogy valószínűleg inkább mentális problémáktól szenved, mert amikor nincs tudatában annak, hogy milyen berendezések veszik körül, nem produkálja a tüneteket. A harmadik évad végén, próbálván legyűrni betegségét, mely már többek véleménye szerint sem létezik, katatón állapotban lever egy lampiont, melytől kigyullad a háza, és a tűzben életét veszti.

##### Lalo Salamanca
Eduardo Salamanca (Tony Dalton, magyar hangja Schmied Zoltán) a Ciudad Juarez-i kartell egyik hűséges embere, Hector Salamanca unokaöccse. Akkor érkezik a városba, amikor Hector a stroke-ja miatt munkaképtelenné válik. Rendkívül ravasz és dörzsölt, emellett hidegvérű is. Gyanakodni kezd arra, hogy Gus keresztbetesz az üzletüknek, ezért azon van, hogy lebuktassa őt. Nacho elnyeri a bizalmát, de később hatalmasat csalódik benne, amikor kiderül, hogy az ő árulása miatt járt majdnem sikerrel Gus bérgyilkos-akciója. Jimmy többször is kapcsolatba kerül vele, és ő is gyanús lesz neki, amikor egy komoly ügy után nem őszinte vele. Így aztán miután kiderítette, hogy Gus egy methlabort építtet saját magának a kartell tudta nélkül, visszautazik Albuquerque-be, és Jimmyéket együttműködésre kényszeríti a bosszúállása során. Lalo a Gusszal vívott tűzpárbaj közben hal meg, holttestét a methlabor padlója alá rejtik.
Érdekesség, hogy a Breaking Bad-ban, amikor Walter és Jesse elrabolják Sault, hogy ráijesztve vegyék rá, hogy tegyen meg mindent Badger védelmében, Saul ijedten kérdezi meg tőlük, hogy ugye nem Lalo küldte őket, majd láthatóan meg is könnyebbül, amikor megtudja, hogy nem. A Better Call Saul egy kései epizódjában látható ennek a folytatása is: Jesse rákérdez, hogy mégis ki ez a Lalo, mert még nem hallott róla az áru terítése közben, de Saul elüti a kérdést. Valójában azért félt, mert nem tudja, hogy Lalo meghalt,é s mert a legutolsó találkozásuk során nyíltan megvádolta azzal, hogy ő is benne volt a merényletkísérletben.

## Mellékszereplők

### Nyomozó hatóságok

#### Getz
Getz (DJ Qualls) az a fedett nyomozó, aki lebuktatja az utcán Badgert, miközben az metamfetamint árul.

#### Steven Gomez
Steven Gomez (Steven Michael Quezada, magyar hangja a 3. évadtól Crespo Rodrigo) Hank közvetlen kollégája, társa a DEA-nél. Rengeteget tud a mexikói drogkartell működésének törvényszerűségeiről. Ő és Hank az idők során jóbarátokká váltak, Hank "Gomie"-nak becézi őt. Amikor Hank kudarcot vall El Pasó-ban, és súlyosan meg is sérül, helyette Gomezt nevezik ki néhány hónapra. Ő is részt vesz a Heisenberg-nyomozásban és a Gus utáni kutakodásban, így ő lesz az egyetlen ember Hanken kívül, aki végül megtudja, ki is Heisenberg igazából. Végül a Jack bandájával vívott tűzpárbajban hal meg ugyanúgy, ahogy Hank.
A karaktert eredetileg már az első évadban meg akarták ölni, azonban a forgatókönyvírók sztrájkja miatt lerövidített évadot újra kellett gondolni, és így maradhatott meg a szereplő. A "Better Call Saul" egyik epizódjában is szerepel, amikor Krazy-8-et beszervezik informátornak.

#### Kalanchoe és Munn nyomozók
Két detektív, akik Jesse Pinkman kihallgatásaikor bukkannak fel a sorozatban: először amikor Brock mérgezésével kapcsolatban kérdezik ki, majd később akkor, amikor elszórja a pénzét.

#### George Merkert
George Merkert (Michael Shamus Wiles, magyar hangja a 2. évadban Várday Zoltán, a 3. évadban Cs. Németh Lajos, a 4. évadban Uri István) Hank és Gomez felettese a DEA-nél. Ő az, aki javasolja Hank előléptetését El Pasóba, látva a kemény munkáját, és ő az, aki végül mégis Gomezt küldi el, miután Hankre pánikrohamok törnek az átélt traumák hatására. Jesse Pinkman brutális megverése után egy időre felfüggeszti Hanket, majd visszahelyezése után kifejezi kételyeit a férfi Gusszal szembeni megérzésével kapcsolatban. Mikor bebizonyosodik, hogy Fring mégiscsak drogbáró volt, Merkert-nek is véget ér a karrierje, épp a kettejük közti jó viszony miatt.

#### Austin Ramey
Ramey különleges ügynök (Todd Terry) a legmagasabb rangú DEA-vezető, aki Merkert fölött áll. Merkert bukását követően ő nevezi ki Hanket a helyére. A karakter az "El Camino" filmben is látható egy sajtótájékoztató során.

#### Tim Roberts
Tim Roberts (Nigel Gibbs, magyar hangja a 2. évadban Vári Attila, a 4. évadban Bácskai János) egy nyomozó az albuquerque-i rendőrségtől, aki a sorozat eseményeibe a bűnügyek utáni nyomozáson keresztül kapcsolódik be. Először akkor, amikor Tuco elrabolja Waltert és Jesse-t, ő pedig Hank kérésére a hollétük után kezd el nyomozni (mivel Waltert eltűnt személyként tartják nyilván). Egy másik alkalommal a kleptomániás Marie ügyében jár el, és beszél Hankkel a felesége állapotáról. Később a Gale-gyilkosság ügyében kezd el nyomozni, és a szokatlan elkövetési mód miatt a helyszínen talált laborjegyzetek fénymásolatát odaadja Hanknek, hátha tud neki valamit segíteni.
A karakter megjelenik a Better Call Saulban is, mint aki aktívan nyomoz Lalo után az általa elkövetett gyilkosság miatt. Saul miatt azonban rendre falakba ütközik, és bár megtudja, hogy az ügyvéd pontosan tudja, kivel állnak szemben, tőle több információt nem tud kiszedni.

### Gus emberei

#### Maximino Arciniega
Maximino Arciniega (James Martinez) Gus korábbi társa, akit ő emelt ki a santiagói nyomornegyedből. Fizette a taníttatását, így két diplomát is szerzett kémiából. A páros tisztázatlan körülmények között Mexikóba költözött, ahol megnyitották a Los Pollos Hermanos (Csirkés Fivérek) étteremláncot. Nemcsak csirkehúst és köreteket árultak, hanem saját készítésű metamfetamint is, amiből az emberein keresztül termékmintát küldtek Don Eladio Vuentének, a Ciudad Juarez-i drogkartell főnökének. Don Eladio ezt tiszteletlenségnek vette, és személyes meghallgatásuk alkalmával lelövette a férfit Hector Salamancával. Gus ezt a tettet soha nem tudta megbocsátani a kartellnek, és minden erejét a bosszúra tette fel. Amerikába emigrálása után partneréről egy ösztöndíjat nevezett el, amit Gale Boetticher is megkapott. A sorozatban csak sugalmazzák, de nincs egyértelműen kimondva, hogy közte és Gus között talán homoszexuális kapcsolat is fennállt, amely erősíti a bosszú motívumát.
A szereplő a nevét a sorozatban Krazy-8-et játszó színész valódi neve után kapta.

#### Gale Boetticher
Gale Boetticher (David Costabile, magyar hangja a Breaking Bad-ben Viczián Ottó) egy tehetséges kémikus, akit Gus foglalkoztat, hivatalosan laborasszisztensként a metamfetamin-főzés során. A Better Call Saul-ban is felbukkan, mint ígéretes aspiráns. Különc figura, rengeteg fura szokása van, azonban nagyon művelt és tehetséges. Lenyűgözi Walter tudása, és szeretne olyan jól dolgozni, mint ő. Első alkalommal Walter kirúgatja őt, hogy Jesse-vel dolgozzon, ám amikor Jesse eltűnik egy időre, Gus ragaszkodik hozzá, hogy ismét Gale legyen a laboros. Gale azt hiszi, hogy azért kell kitanulnia a főzés mindjen csínját, mert Walter hamarosan meghal tüdőrákban, és neki kell átvennie a helyét. Amiről nem tud, hogy Walter igazából jobban van, és Gus valójában meg akarja őt öletni, amint lehetséges. Mivel a saját életben maradásukra az egyetlen garancia Gale halála (hiszen így más nem tudja megfőzni a különleges metamfetamint), így megtudják a címét, és Jesse főbe lövi a mit sem sejtő laborost.
Ironikus módon éppen Gale lesz az, akinek hála sikerül felgöngyölíteni a Heisenberg-ügyet. Ugyanis a lakásán tartott helyszíneléskor előkerül egy labornapló, amiből kiderül egy s más, többek között egy W.W. monogramú illető (Walt Whitman és Walter White), valamint egy Los Pollos Hermanos-szalvéta, ami gyanút kelt, hiszen Gale vegán, és ezért sült csirkét sem eszik.

#### Duane Chow
Duane Chow (James Ning) a Golden Moth Chemical kínai származású tulajdonosa, a vállalaté, amely Gus Fringnek szállította a drogbizniszhez a vegyi anyagokat. Termékei jól felismerhetőek, hiszen a hordóin egy sárga színű molylepke látható. Amikor elmérgesedik a helyzet Gus és a mexikói kartell között, a kartell túszul ejti őt a saját irodájában. Szorult helyzetéből Mike menti ki, és rögtön karon is lövi, amiért nem szólt Gusnak a dolgokról. Gus halála után a DEA érdeklődni kezd iránta, amikor megtudják, hogy kapott Gustól pénzeket. Ő is egyike annak a tizenegy embernek, aki fenn van Lydia halállistáján, mert túl sokat tudnak. Chowt Chris Mara öli meg, a halállista másik tagja, részben, hogy elhallgattassa a férfit, és részben, hogy tőrbe csalják ezzel Mike-ot.

#### Ron Forenall
Ron Forenall (Russ Dillon) Mike houstoni kapcsolata a Madrigal Electromotive-nál. Lydia neki mondja meg, melyik hordó mehet a Golden Moth-hoz, akik aztán a Lavanderia Brillante mosodába viszik, így végső soron Gushoz. A férfit letartóztatja a DEA, mert a gyanú rá terelődik, így ő is felkerül a halállistára, emiatt a börtönben végeznek vele a neonácik.

#### Barry Goodman
Dr. Barry Goodman (JB Blanc) Gus saját orvosa. Ő az, aki megmenti főnöke életét, amikor az leszámol Don Eladióékkal, illetve Gus halála után ennek tényét ő közli Mike-kal is. A karakter a "Better Call Saul"-ban egy alkalommal segít Mike-nak Hector embereivel kibabrálni.

#### Tyrus Kitt
Tyrus Kitt (Ray Campbell) Gus egyik embere, aki Victor helyét veszi át, miután azt Gus kivégzi egy papírvágó késsel. Mike helyettese, a feladata az, hogy szemmel tartsa Waltert és Jesset mind a laboron belül, mind azon kívül. Gusszal egyszerre hal meg, amikor Hector Salamanca felrobbantja a bombát. Karaktere a "Better Call Saul"-ban is rendszeresen megjelenik.

#### Chris Mara
Chris Mara (Christopher King) Gus egyik embere, aki Mike-nak is dolgozik. Ő tartja a kapcsolatot a hálózat embereivel, továbbá figyeli, ha a rendőrség vagy a DEA mozgolódni kezdene. A legtöbbször a háttérben marad, szerepe szerint is alig észrevehető. Végül aztán, mivel túl sokat tud, felkerül Lydia tizenegy főt tartalmazó halállistájára. Lydia Mike-kal akarja őt is és a többieket is megöletni, ám amikor az nemet mond, inkább Chrisre bízza a munkát, azzal, hogy ölje meg Mike-ot is. Ő elvállalja, mégpedig azért, mert a DEA miatt elapadt a hallgatási pénz, a nő pedig sokat fizetne. Mike, megtudván az igazat, tőrbe csalja és megöli őt.

#### Dennis Markowski
Dennis Markowski (Mike Batayeh, magyar hangja Elek Ferenc) a Lavanderia Brillante mosoda korábbi vezetője. Gus halála után őt is eljárás alá vonják, de tartja a száját, mert Mike megígéri neki, hogy a hallgatási pénzt meg fogja kapni. Amikor aztán kiderül, hogy a pénzt lefoglalják, az ügyvédjén keresztül hajlandó vallomást tenni, ha cserébe kap egy szép kis összeget. Hank ebbe nem megy bele, mert úgy véli, hogy a többi embertől egyszerűbben is meg tudja szerezni az ugyanolyan vagy jobb infókat. Dennis is felkerül a halállistára, aminek köszönhetően a nagy leszámoláskor megölik: élve elégetik, miután a celláját telelocsolták benzinnel.

#### Victor
Victor (Jeremiah Bitsui, magyar hangja Schneider Zoltán) Gus megbízható embere. A Better Call Saul során bukkan fel időrendben először, mint az ember, aki Mike nyomára bukkan, és aki segít tartani vele a kapcsolatot. A Breaking Bad során legelőször ő az, akin keresztül Gus megteszi az ajánlatát az első adag metamfetaminra. Később pedig már megpróbál éket verni Walter és Jesse közé a főnöke parancsára, amikor az üzletért járó pénzt szétosztja köztük. Miután Walter megöli Gus embereit (elgázolja őket autóval), Victor állandó megfigyelés alatt tartja őket. Valójában ez azért van, mert Gus abban a pillanatban meg akarja öletni Waltert, ahogy Gale megtanulja, hogyan kell megfőzni a drogot. Egy alkalommal Victor szivárgás ürügyével a laborba csalja Waltert, hogy ott végezhessenek vele, ám ettől el kell állniuk, amikor kiderül, hogy közben Jesse meg akarja Gale-t. Victor a helyszínre siet, ám csak a holttestet találja ott. Walter terve beteljesülni látszik, hiszen így elvileg ő maradt az egyetlen szakács, aki meg tudja főzni az anyagot. Csakhogy nem számolt azzal, hogy Victor, miközben őrizte őket, megtanulta a módszert, és neki is lát elkészíteni egy adagot. Gus, aki hirtelen bukkan fel, teljesen váratlan módon elvágja a torkát egy papírvágó késsel, majd rárivall Walterre és Jesse-re, hogy folytassák a munkát. A férfi holttestét a szokásos módon, hidrogén-fluorid savban feloldva tüntetik el. Walter később, elgondolkodva az eseten úgy véli, azért kellett meghalnia, mert "túl közel repült a Naphoz", azaz túl sok mindent engedett meg magának, még azt is, hogy önállóan gyártson drogot.

#### Dan Wachsberger
Dan Wachsberger (Chris Freihofer, magyar hangja Holl Nándor) egy Mike által felbérelt ügyvéd, aki a halállistán szereplő embereket képviseli. Ő az, aki eljuttatja hozzájuk Gus Fring hallgatási pénzét, és ő az, aki elhelyezi a Mike által megkeresett pénzt az unokájának a bankszámláján, hogy az megkaphassa az egészet a 18. születésnapján. Később a DEA rájön a tevékenységére, eljárás alá vonják, majd őrizetbe is veszik. Ennek köszönhetően ő is felkerül a halállistára, és a börtönben végeznek vele.

### A mexikói drogkartell

#### Don Eladio Vuente
Don Eladio Vuente (Steven Bauer) a Ciudad Juarez-i drogkartell főnöke, akinek Juan Bolsa, Hector Salamanca, és annak unokaöccsei dolgoznak. Húsz évvel a sorozat történései előtt bukkan fel először, akit Gus és a társa keresnek fel, hogy metamfetamint ajánljanak fel a részükre, amit maguk készítettek. Eleinte nem is igazán hitt ebben, mert a kokainkereskedelmet támogatta. Felháborodva azon, hogy megsértették őt azzal, ahogy az egészet szervezték, Gus társát megöli, de a férfit életben hagyja, általunk nem ismert chilei múltjára hivatkozva. Az idők során a kényszer hatására Gus lett Don Eladio legnagyobb terjesztője az amerikai délnyugaton.
Juan Bolsa és az ikrek halála után Don Eladio úgy dönt, hogy lecsap a túlságosan megerősödött Gusra: rajtaütnek bizonyos drogszállítmányokon és megölik Gus néhány emberét. Gus látszólag egyetért a kartell fejének követeléseivel: a kék metamfetamin receptje, egy azt főzni képes szakács, és 50% részesedés a nyereségből. Mike és Jesse kíséretében Mexikóba utazik, ahol az első adag főzet fényesen sikerül. Ezt megünnepelve Don Eladio hatalmas bulit csap a házában – nem is sejtve, hogy az általa hozott tequilával Gus mindenkit megmérgezett, még saját magát is, ám ő birtokában van az ellenszernek. Az árulásra későn rádöbbenő Don Eladio végül holtan fordul a medencéjébe.
A karakter a Better Call Saul során is felbukkan. Először Hectort feddi meg, amiért az általa hozott pénzszállítmány nem volt olyan szépen és ízlésesen csomagolva, mint Gusé. Később találkozik Lalóval és Nachóval, és az áldását adja arra, hogy addig, amíg Lalónak bújkálnia kell a hatóságok elől, Nacho vigye az üzletet. Amikor Lalót megölik, Don Eladio nem hisz Gus bűnrészességében, vagy legalábbis nem érdekli. Annyi bizonyos, hogy tudja: hogy a férfi gyűlöli őt, és csak azt akarja, hogy időnként megmutassák neki, hogy hol a helye. A béke fenntartása érdekében a Salamancák területét kétfelé osztja, és az egyiket teljesen Gus hatáskörébe utalja.

#### Juan Bolsa
Juan Bolsa (Javier Grajeda, magyar hangja Borbiczki Ferenc) a mexikói drogkartell megbízható embere, a Salamancák keze alá dolgozik. A Better Call Saul-ban visszaemlékezésekben látható, illetve akkor, amikor amellett kardoskodik, hogy a Los Pollos Hermanos kamionjaival kell szállítani a drogot. Ezt azért teszi, mert meggyőződése szerint ha nem rivalizálnak egymással, akkor a profit még nagyobb lesz. Ugyanakkor ha a helyzet úgy kívánja, saját előnyére szívesen támogatja bármelyik oldalt. Amikor Hectort megmérgezik, ő is jelen van, és gyorsan kereket old, nehogy meglássák a helyszínen. Ugyancsak ő volt az, aki bérgyilkosokat küldött az óvadékot a sivatagban átvevő Jimmyre, azért, mert úgy vélte, hogy Lalo börtönben maradása Gus érdekeit szolgálja – nem tudván, hogy a férfinak megvannak a saját tervei. Később ő vezeti a Nacho elleni hadjáratot, és Don Eladio előtt is ott van, amikor a Lalo elleni merényletkísérlet miatt kell magyarázkodni.
A Breaking Bad-ben ő ölette meg Tortugát, amikor rájöttek, hogy az információkat adott ki a rendőrségnek. Bolsa többször is figyelmezteti Gust, hogy veszélyes utakon jár, amikor Walterrel üzletel a saját szakállára, és sokszor kell közbelépnie, ha a helyzet éppen úgy kívánja. Végül Gus bosszújának áldozatává válik, amikor az megtorolja az őt ért sérelmeket egy szállítmánya kirablása és az emberei kivégzése okán: feldobja a szövetségieknél, akik agyonlövik.

#### Hector Salamanca
Hector "Tio" Salamanca (Mark Margolis, magyar hangja Csuha Lajos, a Better Call Saul-ban Tordy Géza) egy valamikori rettegett drogbáró, Don Eladio Vuente hűséges jobb keze. idős korára tolószékbe kényszerül, nem tud járni, sem beszélni, kommunikálni egyedül egy, a tolószékére tett csengő segítségével tud. Tuco nagybátyja, akit a fiaként nevelt, akárcsak Leonelt és Marcót, az ikreket. Tizenhét évet töltött börtönben, és soha senkire nem tett terhelő vallomást, és nem adott információt sem a rendőröknek. Gusszal szemben engesztelhetetlen az egymás iránt érzett gyűlöletük. Hector ölte meg Maximinót, Gus társát, Don Eladio utasítására. Gus éveken át tervezgette a bosszút. Egyesével megölette az összes ismerősét és rokonait, amikor már csak ő maradt életben. Walter ezt a gyűlöletet használja ki, amikor bombát erősít az öreg tolószékére, hogy lehetőséget adjon neki, hogy végezzen Gussal – és vele együtt saját magával is. A Breaking Bad kezdetén még egy sivatagi kalyibában él, ahol Tuco vigyáz rá, majd a halála után visszakerül a Casa Tranquila idősotthonba.
A Better Call Saul során akkor bukkant fel először, amikor Tucót letartóztatják Mike akciója miatt. Pénzt ajánl fel Mike-nak, ha elviszi a balhét, és így unokaöccse hamarabb szabadulhat, de Mike nemet mond. Ezután az ikreket felhasználva Hector félelemben próbálja tartani őt azzal, hogy a családja életét fenyegeti. Mike úgy dönt, elteszi láb alól az öreget, ám az utolsó pillanatban valaki megakadályozza, hogy végrehajtsa tervét. Ez a valaki nem más, mint Gus, akinek szintén megvan az oka, hogy elbánjon Hectorral: a korábban ismertetett ellenszenv mellett üzleti nézeteltérések. Ketten szövetkeznek ellene, és sikeresen ellehetetlenítik a munkáját. Amikor Nacho azt látja, hogy saját apjára is veszélyt jelent, elhatározza, hogy kihasználja Hector szívbetegségét, és egy óvatlan pillanatban kicseréli a gyógyszerét. Amikor egy tárgyalás során Hector szívrohamot kap, a gyógyszer nemhogy nem segít, de árt neki, s végső soron ez eredményezi későbbi tolószékhez kötöttségét. Kommunikálni kizárólag a csengő segítségével tud, amit Lalo hozott neki.

#### Tuco Salamanca
Tuco Salamanca (Raymond Cruz, magyar hangja Berzsenyi Zoltán) egy metamfetamin-függő őrült drogdíler, Hector Salamanca unokaöccse. Amikor drog hatása alatt áll, viselkedése teljesen kiszámíthatatlan: agresszív és brutális. 2002-ben akkori partnere, Nacho, Mike Ehrmantraut segítségével, elintézi, hogy egy jó időre börtönbe zárják, mert tart a férfitól. Csak szimpla garázdaságért ültetik ugyan le, de tovább kellett börtönben maradnia, miután megkéselte egyik cellatársát. A börtönben ismeri meg Pete-et, Jesse Pinkman cimboráját, aki aztán bemutatja őket egymásnak, amikor drogdisztribútort keresnek. Fizetni már nem hajlandó az áruért, hanem helyette alaposan elveri Jesset, és a drogot is elteszi. Az első alkalommal Heisenberg néven bemutatkozó Walter az, aki végül egy kis higany-fulminát segítségével rábírja, hogy adja meg a pénzt az áruért, és cserébe még több árut kap. Az első adásvétel aztán balszerencsésen végződik: a begőzölt Tuco puszta kézzel agyonveri emberét, No Doze-t, mert szerinte illetlenül fogalmazott. Ezután elkezd attól rettegni, hogy a DEA nyomoz utánuk, sőt attól is, hogy a másik embere, Gonzo, aki a sógora is egyben, a rendőrség besúgója volt, és ezért tűnt el. Ezért elrabolja Waltert és Jesse-t, és egy sivatagi kalyibába viszi őket, azt tervezvén, hogy átszöknek a határon, és ott folytatják az üzletet. Walter és Jesse sikertelenül próbálják őt megmérgezni, amire rájön nagybátyja, Hector segítségével, és ezen feldühödik. Még idejében meg tudnak szökni, ugyanis a Jesse Pinkman után kutató Hank az utolsó pillanatban érkezik a helyszínre, ahol egy tűzpárbajban végez Tucóval.
Tuco halála a mexikói drogkartell figyelmét is felkelti, amely miatt vérdíjat tűznek ki Walter fejére, majd később Hankére. Tuco fém fogvédőjét a DEA-s kollégák egy üvegkristályba zárva Hanknek ajándékozzák a sikeres bevetésért, ő viszont a pánikrohamai miatt inkább megszabadul tőle, és a folyóba veti.

#### Leonel és Marco Salamanca
A Salamanca-ikrek (Daniel és Luis Moncada) a mexikói drogkartell elit bérgyilkosai. Már megjelenésükkel is félelmet sugároznak: magas, kopasz emberek, elegáns öltönyökben, halálfejes cipőben, a sorozat során szinte soha nem szólalnak meg, és érzelmek sem tükröződnek az arcukon. Gyerekkorukban Hector Salamanca nevelte fel őket, aki kegyetlenül megtanította nekik, miért a család az, ami mindenek felett áll. A Better Call Saul-ban is mint Hector emberei szerepelnek.
A Breaking Bad-ben azért térnek vissza Mexikóból, mert megtudták, hogy unokatestvérüket, Tucót megölték. Mivel csak félinformációik vannak az esetről, így Waltert akarják ezért kivégezni. Már majdnem meg is teszik, amikor Gus megállítja őket. Juan Bolsa segítségével leállítja az ikreket, azzal, hogy később bosszút állhatnak, de most első az üzlet, és neki szüksége van Walter tudására. Ezt ők nem győzik kivárni, ezért Gus elárulja nekik, hogy nem is Walter, hanem Hank ölte meg Tucót. Az ikrek úgy határoznak, hogy megölik őt, de egy perccel a rajtaütés előtt Gus eltorzított hangon értesíti Hanket. Neki így lesz egy kevés ideje felkészülni. Az ikrek tüzet nyitnak rá. Leonelt sikerül elgázolnia és harcképtelenné tennie, de Marco lelövi őt. Egy baltával akarja kivégezni Hanket, aki utolsó erejével talál egy golyót a pisztolyába, és azzal fejbelövi a férfit. Leonel túléli az esetet, de a gázolás miatt amputálni kellett a lábait. Mike, mivel a férfi még így is veszélyt jelenthet rájuk nézve, egy méreginjekcióval végez vele.

#### Gaff
Gaff (Maurice Compte, magyar hangja Varga Rókus) a mexikói kartell embere, aki először megzavarja Gus üzletét azzal, hogy támadást intéz az egyik teherautója ellen, majd átadja a kartell ultimátumát: a kék metamfetamin receptje kell nekik. Később Gus vele is végez, Don Eladióéknál.

#### Arturo Colon
Arturo Colon (Vincent Fuentes) Hector egyik embere, aki általában Nachóval együtt szokott mozogni. Először akkor bukkan fel, amikor ráküldik Mike-ra, hogy az változtassa meg a vallomását Tuco érdekében, de nem jár sikerrel. Később Arturo azzal próbál meg felvágni a Salamancák előtt, hogy egy drogátadáskor egy extra kilót ad át nekik, ahogy azt korábban Nachótól is látta. Gus kihasználja ezeket a dolgokat, ezért amikor arra kényszeríti Nachót, hogy legyen a beépített kéme, meg is öleti vele. Ezután az egészet egy rivális banda támadásának álcázzák, és Nachót is megsebesítik, hogy hitelesebbnek tűnjön a dolog.

#### Gonzo
Gonzo (Jesus Payan Jr., magyar hangja Varga Rókus) Tuco sógora és az egyik embere. No-Doze halála után el kell tüntetnie a férfi holttestét a roncstelepen, amit ő úgy vél, hogy az "nem keresztényi", ezért később visszamegy érte, hogy elvigye és rendesen eltemesse. Sajnos eközben egy autó ráesik a kezére, amitől súlyos sérüléseket szenved és elvérzik. Walter és Jesse megtudják ezt a hírekből, de nem merik elmondani Tucónak, mert attól félnek, hogy minden szemtanút ki akarna végezni. Tuco eközben tévesen azt hiszi, hogy Gonzo rendőrségi informátor volt. A karakter megjelenik a Better Call Saul-ban is.

#### No Doze
No Doze (Cesar Garcia) Tuco egyik embere. A Better Call Saul-ban is felbukkan, ugyanebben a pozícióban. Amikor Walter és Jesse találkoznak Tucóval a roncstelepen, az megöli őt, csak azért, mert annyit mondott a két férfinak, hogy "csak el ne felejtsétek, kinek dolgoztok". Tuco ezt inzultusnak veszi, ezért metamfetamintól begőzölt állapotban halálra veri.

#### Tortuga
Tortuga (Danny Trejo, magyar hangja a 2. évadban Németh Gábor, a 3. évadban Varga Tamás) névleg a mexikói kartellnek dolgozik, ám valójában a DEA besúgója. Amikor Juan Bolsa megtudja, hogy elárulta őket, lefejezteti, a fejét egy teknősre rögzíti, és azt elküldi a DEA-nek mintegy üdvözlésképpen.

#### Ximenez Lecerda
Ximenez Lecerda (Manuel Uriza) a Better Call Saul során Hector sofőrje, aki fagylaltoskocsiknak álcázott teherautókban csempészi a kokaint, majd a másik irányba pedig viszi a pénzt. Mike bosszújaképpen az ő teherautóját szemeli ki, okoz neki defektet, majd kötözi meg a férfit és nyúlja le a pénzét. Mike egy "irgalmas szamaritánusra", egy ártatlan szemtanúra bízza a kiszabadítását, csakhogy amikor egy autós valóban megáll segíteni, addigra Ximenez már segítséget hívott, és azok megölik a férfit is. Később azonban vele is végeznek, mert Hectorék azt gyanítják, hogy ez egy megrendezett támadás volt.

### Egyéb drogkereskedők

#### Declan
Declan (Louis Ferreira, magyar hangja Mihályi Győző) egy arizonai metamfetamin-díler, aki Gus Fring riválisa volt egy időben. Mike neki próbálja eladni a metil-amint, de Walter ehelyett azt javasolja, hogy inkább adjanak neki metamfetamint terjesztésre, a bevétele 35 százalékáért cserébe. Az üzlet megköttetik. Később Lydia kivégezteti az Árja Testvériséggel, amikor nem hajlandó a saját szakácsát lecserélni Toddra, aki sokkal jobb minőségű anyagot állít elő.

#### Emilio Koyama
Emilio Koyama (John Koyama) Jesse régi dílertársa, akivel még általános iskolában találkoztak, Krazy-8 unokatestvére. A legelső epizódban letartóztatja a DEA, akik "Cook kapitányt" keresik, majd elengedik. Emilio dühös Jessere, mert azt hiszi, ő dobta fel (nem tudván arról, hogy Krazy-8 beépített informátor), ezért arra kényszeríti, hogy vezesse el a társához. Emilio felismeri a rajtaütés helyszínéről Waltert, és azt hiszi, hogy csapdába csalták, ezért mindkettejüket meg akarja ölni. Walter azzal az ígérettel, hogy megtanítja, hogyan kell jó minőségű metamfetamint főzni, becsalja a lakóbuszba, ahol bezárja és foszfingázzal ártalmatlanná teszi. A gáztól azonban Emilio meghal, a holttestétől pedig Jesse a fürdőkádban feloldva szabadul meg.
A karakter egy rövid szerep erejéig felbukkan a "Better Cal Saul"-ban is, ugyanis egy komoly ügyben az ő képviseletét látja el Saul Goodman, és Jesse is így ismeri meg az ügyvédet.

#### Krazy-8
Domingo Gallardo "Krazy-8" Molina (Maximino Arciniega) Emilio Koyama unokatestvére, drogdíler, emellett a DEA informátora, aki lenyúlja a feldobott dílerek ügyfeleit. Mikor Emilio letartóztatása után Jesse új anyagot akar neki eladni, gyanakodni kezd, ezért követeli, hogy vezesse el ahhoz, akitől az anyag származik. Odamennek Emilióval a sivatagban, azonban Emilio felismeri Waltert, ezért meg akarja ölni mindkettejüket. Egy trükkel Walter becsalja őket a lakóbuszba, ahol foszfingázzal teszi őket ártalmatlanná. Emilio meghal, Krazy-8 viszont magához tér, súlyos sérülései ellenére. Jesse házának a pincéjében tartják fogva, majd elhatározzák, hogy meg kell őt ölni. Walterre várna a feladat, ő viszont megkedveli őt, miután beszélgetnek, és még meg is eteti. Végül mégis képes lesz megfojtani őt, amikor észreveszi, hogy egy törött tányérdarabbal csak arra várt, hogy mikor oldozza el, és végzett volna vele. Innentől kezdve Walter a héja nélkül eszi a kenyeret, akárcsak Krazy-8, elkezdve azt a szokást, hogy minden áldozatának a szokásait átveszi. Holttestét ugyanúgy hidrogén-fluoridban feloldva tüntetik el. Kezdetben a DEA arra gyanakszik, hogy talál Tuco ölette meg, különösen, amikor rátalálnak nála a minden eddiginél tisztább drogra.
A karakter alkalmanként felbukkan a Better Call Saul című sorozatban, epizódszerepben, mint a Salamanca-családnak dolgozó díler. A sorozatból derül ki, hogyan lesz a drogelhárítás besúgója, illetve hogy a becenevét is Lalótól kapta, aki "Ocho Locónak" nevezte egy kátyaparti közben.

#### Jack Welker
Jack Welker (Michael Bowen, magyar hangja Fazekas István) Todd nagybátyja, és az Árja Testvériség mozgalom egyik helyi vezetője. Walter Toddon keresztül kerül velük kapcsolatba, amikor a börtönben az ő segítségével öletik meg Mike embereit. Később ugyancsak Jack emberei ölik meg Declant és embereit, Lydia kérésére.
Később Walter ismét felbérli őket, ezúttal azért, hogy öljék meg Jesset, cserébe minden tudását átadja Toddnak. Mikor Jesse és Walter konfrontálódnak a titkos rejtekhelyüknél, Walter segítségül hívja őket, de döbbenten látja, hogy Hank és Gomez is a helyszínen vannak. Már nem tudja lefújni az akciót, a túlerő könnyedén legyűri a DEA-ügynököket. Gomezt és Hanket megölik, Jesset pedig magukkal viszik, hogy rabszolgaként főzze nekik a metamfetamint, Walter megtakarított pénzének jelentős részét pedig hordókban ugyancsak elviszik magukkal. Jackkel az utolsó epizódban számol le Walter, amikor egy ügyesen megkoreografált rajtaütéssel előbb súlyosan megsebesíti a bandavezért, majd pontosan ugyanúgy, ahogy ő végzett Hankkel, Walter fejbelövi.
Jack bandájának tagjai még Kenny (Kevin Rankin, magyar hangja Vida Péter), Frankie (Patrick Sane), Lester (Tait Fletcher), és Matt (Matthew T. Metzler).

### Jesse családja és barátai

#### Andrea Cantillo
Andrea Cantillo (Emily Rios, magyar hangja Molnár Ilona) egy huszonéves egyedülálló anya, aki ugyanabba a drogfüggő-terápiás csoportba jár, mint Jesse. Kettejük között romantikus kapcsolat alakul ki, aminek hatására Jesse azzal is felhagy, hogy metamfetamint adjon el neki. Andrea öccse, Tomás volt az, akit Gus emberei beszerveztek, hogy ölje meg az idegen területre tévedt Combót. Barátja halálán felháborodva Jesse magánakcióba kezd, amit Gus sem tolerál. Végül eléri, hogy a dílerek többé nem használhatnak fel gyerekeket, de ezt félreértelmezve a nehézfiúk megölik a srácok. Jesse, féltvén Andrea és fia, Brock életét, úgy dönt, kiszáll az életükből, de ad nekik egy nagy csomó pénzt, hogy biztonságosabb környékre költözve kezdjenek új életet. Később ő és Jesse újra összejönnek. Brock lesz az, akit harangvirággal megmérgez Walter, hogy közvetetten így bírja rá Gus megölésére Jesse-t (tévesen azt feltételezve, hogy a tőle eltűnt ricines cigarettával történt mindez). Később azt is eléri Walter, hogy újra szakítsanak, noha a pénzügyi segítséget továbbra is megadja. Amikor Jesset foglyul ejti az Árja Testvériség, és drogfőzésre kényszerítik, Jesse ellenáll, ezért bosszúból végignézetik vele, ahogy Todd hidegvérrel megöli Andreát.

#### Brock Cantillo
Brock Cantillo (Ian Posada) Andrea nyolcéves fia. Apjának kiléte a sorozatban ismeretlen. Jesse törődik vele, és akárcsak Andreát, őt is megpróbálja segíteni, amennyire tudja. Amikor Brock kórházba kerül mérgezés gyanújával, Jesse úgy hiszi, Gus mérgeztette őt meg ricinnel (igazából Walter volt, harangvirággal, hogy becsapva Jesset, rábírja, hogy öljék meg Gust). A kissrác túléli az esetet, később viszont árva marad, miután Andreát hidegvérrel megöli Todd. Az "El Camino" című film alapján Jesse gondoskodik róla.

#### Jane Margolis
Jane Margolis (Krysten Ritter, magyar hangja Bogdányi Titanilla) a második évad során Jesse szomszédja és főbérlője, később szerelme. Tehetséges grafikus, tetoválóművész, és amit nem sokan tudnak róla: korábbi heroinfüggő, aki másfél éve tiszta. A Jessevel történtek hatására aztán mindketten (újra) rászoknak a szerre, amit Jane apja, Donald eleinte csak gyanít, majd le is leplez. Elvonóra akarja zavarni a lányát a következő nap, ám ő, amikor megtudja, hogy Walternál van letétben Jesse tekintélyes mennyiségű pénze, megzsarolja a férfit, hogy feldobja a rendőrségen, ha nem adja oda neki. Walter ezt meg is teszi. A pénzből a páros el szeretne utazni valahová messzire, csakhogy előtte – terveik szerint még egyszer utoljára – belövik magukat. A teljesen elkábult párosra Walter talál rá, amikor is Jane elkezd fuldokolni a saját hányásában. Walter azonban nem tesz semmit, hanem hagyja meghalni a lányt, csak azért, mert rossz hatással van Jessere. Ennek az eseménynek később komoly következményei lesznek, mert közvetetten felelős lesz az albuquerque-i repülőgép-katasztrófáért, azonkívül Jessere is traumatikus hatással bírt a dolog.
Jane megjelenik az "El Camino" című filmben is egy visszaemlékezésben.

#### Brandon "Badger" Mayhew
Brandon Mayhew, becenevén Badger (Matt L. Jones, magyar hangja Pálmai Szabolcs) Jesse cimborája. Habár próbaidejét tölti, azért még mindig használ kábítószereket. Eleinte mint reklámtáblás szendvicsember dolgozik, később pedig segít a drogterjesztésben. Egy fedett nyomozó ekkor buktatja le és viszi be a rendőrségre, ahol a DEA akarja őt kihallgatni, gyanítván, hogy a kék anyag miatt köze van Heisenberghez. Walter és Jesse a legjobb és legdörzsöltebb ügyvédet, Saul Goodmant kéri fel a védelmére, aki szerint jobb lenne megölni a srácot, ha már az istennek sem hajlandó belemenni a vádalkuba (nem tudván, hogy az még rosszabb lenne). Végül egy ügyes manőverrel tisztázza magát Badger, aki ezt követően egy időre Kaliforniába megy. Visszatérése után a névtelen drogfüggők terápiájára jár Pete-tel, ahol igazából drogot akarnak eladni. Jóval később ők segítenek Walternek, hogy mint ál-bérgyilkosok, győzzék meg a Schwartz-házaspárt, hogy az általa megszerzett pénzt juttassák el Walt Jr.-nak, Skylernek és Hollynak, ha eljön az ideje. Badger az énekese a Jesse-vel közösen alapított zenekarnak, a Twäughthammer-nek, amellett lelkes Star Trek-rajongó. Kicsit nehéz észjárású, amellett egyfolytában vicceskedni próbál.
Badger szerepel az "El Camino" filmben is, ő vezeti el Pete autóját a mexikói határhoz, hogy úgy tűnjön, Jesse arrafelé szökött el – és ő az, aki utána odaadja neki a saját autóját.

#### Combo Ortega
Christian "Combo" Ortega (Rodney Rush) Jesse gyerekkori barátja, egyben drogdíler. 17 éves korában ellopott egy kis Jézus-szobrot, de megúszta az ügyet, miután Kim Wexler képviselte őt, és ejtették a vádat. Ő volt az, aki a családja RV lakóbuszát eladta Jessenek 1400 dollárért, azok tudta nélkül, hogy azok metamfetamint főzhessenek a sivatagban. Később, az áru terítése közben egy rivális banda végez vele egy kisfiú felhasználásával (akiről később kiderül, hogy Tomás Cantillo), mert idegen területre tévedt. A halála sodorja Jesset a drogfüggőség felé. Később Hank a lakóbusz felfedezésének köszönhetően nagyot lép előre a Heisenberg-ügyben.

#### Vékony Pete
"Vékony" Pete (Charles Baker, magyar hangja Seszták Szabolcs) Jesse barátja. Egy időben börtönben is ült, ahol egy cellán osztozott Tuco Salamancával, s így ő lesz az, aki bemutatja Waltert és Jesse-t a gengszternek. Jesse rábírja, hogy ő is áruljon drogot, noha próbaidőn van. Később, amikor Badgert letartóztatják, majd Combót megölik, fel is hagy az árusítással és a fogyasztással, ám időről időre visszaesik. Tehetséges zenész, jól tud zongorázni, emellett kedveli a sci-fi sorozatokat. A Star Trekhez külön epizódötletet is kitalált, amit az egyik részben elő is ad. Egy időben a névtelen drogfüggők terápiájára jár Badger-rel, ahol igazából drogot akarnak eladni. Jóval később ők segítenek Walternek, hogy mint ál-bérgyilkosok, győzzék meg a Schwartz-házaspárt, hogy az általa megszerzett pénzt juttassák el Walt Jr.-nak, Skylernek és Hollynak, ha eljön az ideje. Az "El Camino" történései alatt segítenek Jessenek a szökésében. A filmhez készült előzetesben látható egy jelenet, amit nem mutattak be máshol, és amelyben a DEA faggatja Pete-et Jesse hollétéről.

#### Mr. és Mrs. Pinkman
Adam Pinkman (Michael Bofshever, magyar hangja a 2. évadban Rosta Sándor, a 3. évadban Pálfai Péter) és Diane Pinkman (Tess Harper, magyar hangja Menszátor Magdolna) Jesse szülei, akik nagyot csalódtak fiukban, annak drogfüggősége miatt. Jesse emiatt egy ideig a nagynénjénél lakott, és annak halála után mint haszonélvező maradhatott a házában. A szülők később el akarják adni a házat, amihez minden joguk meg is volna – Saul Goodman segítségével azonban Jesse veszi azt meg, meggyőzve a szülőket, hogy egy droglabornak használt ingatlant ilyen áron eladni lehetetlen lenne, csak olyanon, mint amit a fiuk kínál.
Pinkmanék szerepelnek az "El Camino" filmben is, ahol egy tévéinterjúban könyörögnek Jessenek, hogy adja fel magát. Tudván, hogy a rendőrök figyelhetik őket, Jesse felhívja a szüleit, és úgy tesz, mint aki hajlandó lenne feladni magát, ha eljönnek érte. Egyben megvallja nekik, hogy ők mindent megtettek érte, amit lehetett, és hogy ilyen ember lett, az nem az ő hibájuk. Valójában Jesse azért csalja el otthonról a szüleit, hogy megszerezze a széfben tárolt fegyvereiket.

#### Jake Pinkman
Jake Pinkman (Ben Petry) Jesse öccse, a család szeme fénye. Bár Jesse is lenne ugyanolyan tehetséges és ügyes, mégis Jake az, aki learatja a babérokat. A fiú egy alkalommal, amikor Jesse hazamegy, füves cigit szív, amit Jesse magára vállal, csak hogy az öccséről alkotott kép ne sérüljön a családon belül – még azon az áron is, hogy kidobják a házból. Az "El Camino"-ban elhangzik, hogy Angliában tanul.

#### Wendy
Wendy (Julia Minesci, magyar hangja Sági Tímea) egy metamfetamin-függő prostituált, és Saul Goodman egy korábbi ügyfele. Többször segített Jesse-nek, amikor nehéz helyzetben volt: hol alibit kreált neki, hol megmérgezett volna két drogdílert a kérésére. A "Better call Saul" során az ő felhasználásával próbálja Jimmy és Kim diszkreditálni Howardot.

### Saul Goodman emberei, ismerősei

#### Marco Pasternak
Marco Pasternak (Mel Rodriguez) piti szélhámos, Jimmy fiatalkori jóbarátja. Még a középiskolából ismerték egymást, és számtalan átverést megcsináltak együtt, köztük a híres "kamu Rolex" trükköt. Marco nagyon csalódott volt, amikor Jimmy, bátyja kérésére, Albuquerque-be költözött. Ám idővel, amikor felfedezte, hogy Chuck mindvégig ellene áskálódott, Jimmy idegösszeomlást kap, és visszatér Ciceróba. Marco ekkoriban már a sógora mellett dolgozott mint vízvezetékszerelő. Egy héten keresztül újabb sor átverést csinálnak meg, majd Jimmy úgy dönt, inkább visszamegy. Marco egy utolsó szélhámoskodást kér, amibe Jimmy belemegy. A "hamis Rolex" trükk közben Marco szívrohamot kap és meghal, de a halála előtt még elmondja Jimmynek, hogy ez volt élete legjobb hete. Jimmy örökölte meg Marco gyűrűjét, amit egyfajta kabalaként viselt ezután a kisujján minden olyan alkalommal, amikor egy kis simliskedést vetett be.

#### Ernesto
Ernesto (Brandon K. Hampton) a HHM egyik dolgozója, Jimmy és Kim barátja. Miután Chuck végre kimondta, hogy nem akarja, hogy Jimmyből ügyvéd legyen és minden erejével akadályozza ezt, Jimmy otthagyja a bátyját, és Ernestóra bízza, hogy gondoskodjon ő róla. Később Chuck őt használja fel, a tudtán kívül, hogy nyomozzon kicsit Jimmy után, amikor elkezdi gyanítani, hogy a Mesa Verde-dokumentumok meg lettek hamisítva. Még később a Jimmyről szóló inkriminált hangfelvételt hallgattatják meg vele, hogy bizonyítékul szolgáljon a fegyelmi eljárás során, Ernesto azonban elmondja Jimmynek és Kimnek, hogy mit hallott, és ezért végül a HHM-től is kirúgják, amikor kiderül.

#### Huell Babineaux
Huell Babineaux (Lavell Crawford) egy nagydarab afroamerikai fickó, aki Saul testőreként van alkalmazásban. Karaktere a Better Call Saulban is megjelenik, akkor is mint az ügyvéd segédje. Nem túl okos, és mivel narkolepsziás, könnyen elalszik bármilyen helyzetben, viszont remekül tud zárakat feltörni és embereket kizsebelni. Időrendben az első szívesség, amit Jimmynek megtesz, az az, hogy egy mobiltelefont csempész Chuck zsebébe a fegyelmi tárgyalás alatt, amit az nem vesz észre, így bizonyítva, hogy a férfi érzékenysége az elektromágnesességre inkább mentális eredetű betegségre utal. Később Jimmy testőre lesz, és egy balhé után letartóztatják, és két és fél év börtön vár rá. Jimmy, aki ekkor még fel van függesztve, azt találja ki, hogy tömegével küld leveleket az ügyben eljáró bírónak Huell lakóhelyéről, hogy úgy tűnjön, ő egy köztiszteletben álló tagja a közösségnek. A trükk be is jön, így vádalkuval szabadulhat. Még egy alkalommal segített Jimmynek, amikor meg kellett szerezni Howard kocsikulcsát.
A Breaking Bad során két fontos esetben is közreműködött: az egyik Ted Beneke megzsarolása, hogy a kapott pénzt a megfelelő célra fordítsa, a másik pedig Brock Cantillo megmérgezése. A végjátékban Gomez és Hank kihallgatják, ahol egy Jesseről készített hamisított holttest-fotóval, valamint azzal a hazugsággal, hogy Walter meg akarja őt ölni, vallomásra bírják. További sorsa kapcsán számos internetes mém is született, ugyanis a nyomozók, mielőtt eltávoznak, arra kérik, maradjon a házban, míg vissza nem térnek – csakhogy sosem tértek vissza. Az "El Camino" című filmet épp ezért egy olyan reklámmal is hirdették, amelyben Huellnek elege lesz és hazamegy. A "Better Call Saul" egy kései epizódja alapján Huell végül hazatért New Orleans-be, ugyanis a rendőrök elengedték, mert nem tudtak mit kezdeni vele, miután a kihallgatása és a bevonása az eljárásba egyáltalán nem volt törvényes.

#### Ed Galbraith
Edward "Ed" Galbraith (Robert Forster, magyar hangja a Breaking Bad-ben Imre István) egy titokzatos alak, aki abban tud segíteni, hogy eltüntessen embereket új személyazonossággal. Egy porszívójavító vállalkozást használ alibiként, a megfelelő jelszó elhangzása a kulcs az illegális szolgáltatásaihoz. A Breaking Bad-ben ő segít Walternek és Saulnak új személyazonosságot szerezni, illetve Jessenek is, aki azonban a sorozatban nem él a lehetőséggel. Az "El Camino" című filmben nem is hajlandó segíteni neki, amikor újra szüksége lenne rá, csak 250 ezer dollár ellenében.

#### Francesca Liddy
Francesca (Tina Parker, magyar hangja a Better Call Saul-ban Kocsis Mariann) Saul nagyszájú titkárnője. A karakter a Better Call Saul-ban debütált, ott mint a Wrexler-McGill Ügyvédi Iroda titkárnője, később innen csatlakozott az önállóan praktizáló Saul Goodman-hez. A bukás után ő marad Saul kapcsolattartója Albuquerque-ben, és abban egyeznek meg, hogy november 12-én délután 3 órakor egy bizonyos telefonfülkénél várjon, mert fel fogja őt hívni. Francesca bár megússza a dolgokat, de állandó rendőri megfigyelés alatt áll, mert rajta keresztül keresik Sault.

#### Patrick Kuby
Patrick Kuby (Bill Burr) Saul egyik embere, aki képes magát másoknak kiadni. Segít az autómosó megszerzésénél, Ted Beneke megzsarolásánál, illetve a vonatrablásos akciónál is. Mielőtt Albuquerque-be költözött volna, a bostoni alvilág tagja volt.

#### Jimmy filmes csapata
Joey Dixon (Josh Fadem), Phil, a Hangosító Srác (Juian Bonfiglio) és Cheri, a Sminkes Lány (Hayley Holmes) egy csapatot képeznek, akik Jimmy reklámfilmjeit valamint egyéb alkalmakkor készített más filmjeit rögzítik.

#### Lance
Lance (Elisha Yaffe) eladó a fénymásolószalonban, ahol Jimmy a bátyjára nézve kompromittáló iratokat hamisítja, és később egy kis kenőpénzért cserébe hazudik is az érdekében.

#### Lenny
Lenny (John Ennis) egy vegyesbolt alkalmazottja, egyben amatőr színész, akit Jimmy és Kim bérel fel, hogy játssza el Rand Casimiro mediátort pár fényképfelvétel kedvéért.

#### Jeff
Jeff (Don Harvey a 4-5. évadban, Pat Healy a 6. évadban) taxisofőr Omahában, aki a "Better Call Saul" jelenben játszódó jeleneteiben felismeri Gene Takavicban Saul Goodmant. Saul emiatt úgy dönt, hogy a saját kezébe veszi a dolgokat. Összebarátkozik Jeff anyjával, majd megcsinál a férfival egy áruházi lopást, csak azért, hogy immár a markában tarthassa, ha fel akarná őt dobni a rendőrségen. Később, amikor megtudja, hogy a hatóságok minden vagyonát zárolták, újabb, pénzszerző akciókba kezd Jeff-fel. Ennek során hiszékeny embereket kábítanak el, majd bejutva a házukba megszerzik azok személyes adatait és eladják azokat. Az egyik este harmadik társuk, Buddy, amikor megtudja, hogy a célpont rákos, kihátrál, de Jeff, Saul győzködésére, segít neki. Mg a ház előtt várakozik, meglát egy rendőrautót, pánikba esik és balesetet okoz. Ráadásul az áldozat épp akkor jön ki a házból azzal, hogy kirabolták, ami miatt Jeffet letartóztatják. Saul ki akarja őt hozni, de már nem jut rá ideje, mert lelepleződik. Innentől nem tudni, hogy mi lett a sorsa, de valószínűleg elengedték, mert nem szólt ellene közvetlen bizonyíték.

#### Buddy
Buddy (Max Bickelhaup) Jeff barátja, és bűntársa, amikor ők hárman Saul-lal különféle embereket fosztanak ki. Amikor az egyik célpontról kiderül, hogy rákos, Buddy kihátrál az akcióból, Saul ellenkezése ellenére.

### Új-Mexikó jogászai

#### Bill Oakley
Bill Oakley (Peter Diseth, magyar hangja Csík Csaba Krisztián) egy kerületi ügyész, akivel Jimmy sokat találkozik a bíróságon különféle ügyekből kifolyólag, és ilyenkor gyakran egymás vérét szívják. Bill a cselekmény vége felé végül otthagyja az ügyészséget és ügyvédi praxist nyit, és ő lesz az, aki ellátja Jimmy védelmét, miután letartóztatják.

#### Rich Schweikart
Richard Schweikart (Dennis Boutsikaris, magyar hangja Jakab Csaba, a 6. évadban Galbenisz Tomasz) a Schweikart & Cokely Ügyvédi Iroda alapítója. Ő a vezető ügyvéd a Sandpiper Idősotthon elleni perben, aki az otthon képviseletében jár el. Mikor felfedezi, hogy Kim tehetséges, és ehhez képest rangon aluli munkát végez a HHM-nél, munkát ajánl neki, amit Kim elutasít. Később, amikor egyéni ügyvédként a Mesa Verde mellett kirendelt védői feladatokat is elkezd ellátni, mégis úgy dönt, hogy szeretne csatlakozni. Egy idő után azonban nem bírja szusszal és kilép tőlük. A Sandpiper-ügyben, Howard kirohanását követően sikeresen tud egy alacsonyabb összegű kifizetés mellett lobbizni. Később részt vesz Howard temetésén is.

#### Clifford Main
Clifford Main (Ed Begley Jr.) a Davis & Main Ügyvédi Iroda tagja Santa Fében. Mikor a Sandpiper-ügy kezd túl nagy lenni a HHM-nek, őket kérik fel társügyintézőnek. Később Kim javaslatára ő veszi fel Jimmyt a céghez, ám egy idő után elmérgesedik köztük a helyzet, amikor Jimmy az engedélyük nélkül ad ki egy reklámot. Cliffnek, bár ezzel lelépési pénzt kell neki fizetnie, végül ki kell rúgnia Jimmyt, aki szándékosan erre is játszott. Később akkor bukkan fel, amikor Jimmy és Kim az ő ismeretségét kihasználva akarják tönkretenni Howardot, és lejáratni őt mindenki előtt. Cliff ezalatt még állást is ajánl Kimnek, látva, hogy milyen ügyesen dolgozik, de ő visszautasítja a munkamegbeszélést, a trükk véghezvitele kedvéért. Cliff eleinte kételkedik, de aztán meggyőzik, hogy Howard kokainfüggő és prostituáltakat szokott felbérelni.

#### Erin Brill
Erin Brill (Jessie Ennis) kezdő ügyvédjelölt a Davis & Main Ügyvédi Irodánál. Őt jelölik ki arra, hogy felügyelje Jimmyt, miután a reklámjaival kihúzta a gyufát az irodavezetőknél, és miatta lépett ki Jimmy is. Amikor Irene, a Sandpiper-ügy egyik fő károsultját rábeszélik, hogy ne fogadja el a felkínált összeget, mert így több pénzt is kiszedhet a cégből, a barátai ellene fordulnak. Jimmy szeretné hamarabb megkapni a munkadíját, ezért eléri, hogy mégis fogadja el azt, de a barátai így sem bíznak meg benne. Ezért Jimmy elintézi, hogy Irene és a barátai kihallgathassák, ahogy bevallja a stiklijét Erinnek, aminek hatására az ügy ugyan nem zárul le, de az idős nő visszanyeri a barátait. Erin később is látható az ügy intézése során.

#### Paige Novick
Paige Novick (Cara Pifko) Kim egyik ügyfele, a Mesa Verde főtanácsadója. Mikor Kimet büntetésből lefokozzák, minden követ megmozgat, hogy a nő visszanyerje Howardék bizalmát. Ő és Kim ugyanis évfolyamtársak voltak az egyetemen. A Mesa Verde végül emiatt az eset miatt a HHM-et is el akarja hagyni, de Chuck sikeresen visszaszerzi őket. Csak Jimmy szabotázsának köszönhető, hogy visszamennek Kimhez. Mikor Jimmy fegyelmi tárgyalásán Chuck kiakad, Paige láthatóan élvezi az ügyvéd összeomlását, ami felbőszíti Kimet. Ezt követően Kim és Paige viszonya fokozatosan megromlik, nem kis részben a Mesa Verde módszerei miatt.

#### Susanne Ericsen
Susanne Ericsen (Julie Pearl) helyettes kerületi ügyész. Mikor Huelle-t letartóztatják, nem hajlandó vádalkut kötni, ezért Jimmy és Kim egy trükköt eszelnek ki. Később Jimmy, már Saul Goodmanként újra csőbe húzza őt. Suzanne felügyeli a nyomozást, aminek során a Lalo által elkövetett gyilkossági ügyben képbe kerül Jimmy is, ezért megpróbálja Kimen keresztül rábírni, hogy tegyen vallomást. Később ő hívja fel Kimet, hogy Sault letartóztatták, és hogy vallomást fog tenni, ami őt is érintheti.
A karakter megjelenik az "El Camino" filmben is, egy sajtótájékoztatón látható, amelyet a Jack-ék birtokán való rajtaütés után tartottak.

#### Viola Goto
Viloa Goto (Keiko Agena) Kim Wexler ügyvédjelöltje. Amikor Kim otthagyja a Hamlin, Hamlin & McGill-t és a Mesa Verde tanácsadója lesz, Viola lesz az asszisztense. Miután egyre inkább elunja a bankjogot és inkább pro bono kezd el eseteket elvállalni, Kim egyre inkább ráhagyja a munka nagyját. Később ő is a Schweikart & Cokely partnere lesz, majd segít Kimnek és Jimmynek bizonyítékokat találni Huell szabadlábra helyezéséhez. Az Everett-ügy indulásakor ő az, aki rendszeresen tájékoztatja Kimet Jimmy legújabb lépéseiről. Jelen van akkor is, amikor Jimmy egy ügyes manőverrel még több pénzt húz ki a Mesa Verde bankból Everett úr javára. 

#### Rand Casimiro
Rand Casimiro (John Posey) nyugalmazott bíró, Clifford Main egykori kollégája, akit a Sandpiper-ügy mediátorának választanak. Jimmy és Kim felbérelnek egy színészt hogy játssza elő őt, hogy olyan fényképek készülhessenek, amelyek azt sugallják, hogy Jimmy megvesztegette őt. Ezután a fotókat el akarják juttatni Howardnak a magánnyomozóján keresztül (aki szintén a beépített emberük). Howard bekapja a csalit és nyilvánosan megszégyeníti Casimirót, amikor vesztegetés elfogadásával vádolja meg őt - tönkretéve ezzel az egész ügyet.

### Egyéb szereplők

#### Hugo Archuleta
Hugo Archilleya (Pierre Barrera) takarítóként dolgozott a JP Wynne Középiskolában. Amikor Walter a kemoterápia mellékhatásai miatt hányt, Hugo segített neki feltakarítani. Amikor az iskolából elkezdtek eltünedezni a laborfelszerelés darabjai, Hugóra terelődik a gyanú, mert neki bejárása van a szertárba is. Miután marihuánát találnak nála, őrizetbe veszik és el is bocsátják, de a metamfetamin-gyártást nem tudják rá bizonyítani.

#### Bauer kapitány
Bauer (Brendan Fehr) a légierőnél szolgált századosként, akit Jimmy trükkösen rávett, hogy hadd forgasson a légibázison egy reklámfilmet. 

#### Ted Beneke
Ted Beneke (Christopher Cousins, magyar hangja Galbenisz Tomasz) egy vállalkozás tulajdonosa és igazgatója, melyet az apjától örökölt. Skyler korábban itt dolgozott könyvelőként, Ted pedig felajánlja neki a második évadban, hogy ismét dolgozzon itt. Ted adócsalással tartja életben a céget és biztosítja, hogy ne kelljen egy munkavállalót sem kirúgni. Skyler lefekszik Teddel a harmadik évadban, csak azért, hogy bosszút álljon Walteren a disznóságaiért, de többet ezután semmilyen körülmények között nem akar tőle, és meg is szakítja vele minden viszonyát.
A negyedik évadban Ted felkeresi Skylert, és közli vele, hogy az adóhatóság vizsgálatot kezdeményezett a cég ellen. Mivel ez az ő családjára is nagy veszélyt jelenthet, Skyler eljátssza a buta libát, és így eléri, hogy az adóellenőrök csak büntetést és elmaradt adóbefizetést követeljenek. Mivel a cégnek nincs ennyi pénze, kitalálja, hogy a drogból keresett pénzt juttatja el Saul Goodman közreműködésével Tednek, mint egy luxemburgi nagynéni örökségét. Csakhogy Ted a pénzt nem a tartozásokra költi, hanem luxusautóra és a cégre, és még akkor sem hajlandó másra költeni, amikor Skylerrel konfrontálódik emiatt. Nem marad más választás: Saul két emberét küldi el, hogy egy csekk megírására kényszerítsék Tedet. Sikerül is, de a bepánikolt Ted menekülni próbál, melynek során elesik, és beveri a fejét.
Az ötödik évadból kiderül, hogy a sérülése súlyos volt, de életben maradt. Miután a saját kárán tanulta meg a veszélyeket, Ted megígéri, hogy soha senkinek nem beszél semmiről.

#### Rebecca Bois
Rebecca Bois (Ann Cusack) Chuck exneje, hegedűművész. Válásuk békés körülmények közepette zajlott le, mégis, Chuck furcsa tünetei nem sokkal ezt követően kezdődtek. 2002-ben egy vacsora keretein belül, Jimmy segítségével, ismét igyekszik felvenni a nővel a kapcsolatot. Hazudik a betegségéről és váratlanul indulatba jön, amikor a nő telefonálni kezd. Kiveri a kezéből a készüléket, majd bocsánatkérés helyett a szemére hányja, hogy illetlenül viselkedik. Később, amikor Jimmy fegyelmi tárgyalására kerül sor, Jimmy kérésére ő is megjelenik - ekkor már tudja Chuck állapotát. Őszintén megdöbben azonban, amikor Jimmy bizonyítja, hogy nem is szenved a betegségben, majd azon még inkább, amikor Chuck kifakad az öccse ellen. Később Chuck már nem akar vele beszélni, és Jimmyt is hiába kérleli, hogy segítsen a bátyján. Ekkor rájön, hogy Jimmy őt is csak ezsközként hazsnálta a saját érdekében. Chuck halála után részt vesz a temetésen, majd kiderül, hogy megörökölte a már leégett házát.

#### Brenda
Brenda (Sarah Minnich) korábban titkárnő volt a HHM-nél. A cég tönkremenetele után az ő élete is lejtmenetbe kerül; vendég lesz abban a házibuliban, amit Jesse azután rendez, hogy Gale-t meg kellett ölnie.

#### David Brightbill
David Brightbill (Jackamoe Buzzell) egy magánnyomozó, akit Chuck bérel fel, hogy nyomozzon az öccse után, miután azt gyanítja, hogy köze lehet a Mesa Verde-ügy papírjaihoz. Ő lesz az egyik tanú, amikor Jimmy átjön Chuckhoz és dühében bevallja az egészet.

#### Maureen Bruckner
Maureen Bruckner (Pooma Jagannathan) specialista a John Hopkins Kórházban. Gus kéri fel, hogy kezelje Hectort a stroke-ja után, de rögtön azután befejezteti vele a kezelést, amikor kiderül, hogy hamarosan újra képes lenne beszélni és járni.

#### Dr. Caldera
Dr. Caldera (Joe DeRosa) állatorvos Albuquerque-ben, aki mellékesen össze tud hozni egymással alvilági figurákat. Emellett gyakran végez rajtuk olyan műtéteket is, amelyeket ha rendes orvos végezne és kiderülnének, akkor a nyomozó hatóságok elkezdenének szaglászni. A rendelőjébe szinte mindig állatokkal érkeznek az ügyfelek, hogy erősítsék az álcát. Kapcsolatban áll Eddel, az "eltakarítóval" is. Egy idő után visszavonul, Jimmy pedig megvásárolja tőle azt a füzetet, amelyben az alvilági kapcsolatai szerepelnek titkosítva.

#### Tomás Cantillo
Tomás Cantillo (Angelo Martinez) Andrea öccse. Ő az, aki megöli Combót a rivális drogbanda felbujtására. Mikor Jesse megtudja az igazat, követelni kezdi Gustól, hogy gyerekeket ne használjanak fel. Ő ezt látszólag megértette és utasításba is adja az embereinek, csakhogy megölik a fiút. Emiatt Jesse az eszét veszti, és ez az első törés, amely Gusszal és Walterrel is szembefordítja.

#### A Kettleman-házaspár
Betsy Kettleman (Julie Ann Emery, magyar hangja Sipos Eszter) és Craig Kettleman (Jeremy Shamos, magyar hangja Debreczeny Csaba) egy házaspár. Craig egy kincstári alkalmazott, aki a gyanú szerint elsikkasztott 1,6 millió dollárt, és először Jimmy segítségét kéri. Ő és a felesége egy kávézóban találkoznak Jimmyvel, és már majdnem aláírná az ügyvédi megbízási szerződést, de a felesége szerint még meg kell gondolnia a dolgot. Később Jimmy őszinte dühére a HHM-hez mennek inkább. Néhány nappal később a család értesítést kap egy ismeretlen személytől arról, hogy az életük veszélyben van. A hívást Jimmy intézte, aki félt, hogy Nacho bántani fogja a családot, miközben az elsikkasztott pénzre pályázik. A Kettlemanék megrendezik, hogy elrabolták őket, és közben a hegyekben kempingeznek. Jimmy megtalálja őket és kiderül, hogy a pénz is náluk van. A hallgatásáért cserébe azon nyomban kap 30 ezer dollárt. Később a HHM-nél Kim Wexler azt mondja nekik, hogy mindössze 16 hónapra kellene börtönbe vonulnia a családfőnek, ha visszaadják a pénzt, ugyanis így alkut tudnának kötni. Betsy köti az ebet a karóhoz és ragaszkodik férje ártatlanságához, de Kim szerint ha tárgyalásra kerül sor, és Craig-et elítélik, akár 30 évet is kaphat. Betsynek nem tetszik a dolog, kirúgja Kimet és inkább visszamennek Jimmyhez. Jimmy is a vádalkut javasolja, mire Betsy megzsarolja, hogy anélkül kell eredményt elérnie, különben a 30 ezres vesztegetési pénz elfogadása miatt ő is bajba kerülhet. Jimmynek nincs más választása, ellopatja Mike-kal a pénzt Kettlemanéktől, és ő maga juttatja el az ügyészséghez, az utolsó fillérig. A vesztegetésről pedig azt mondja, hogy elfogadni is bűncselekmény, de adni is az, tehát a nő is ugyanolyan bajba kerülne. Kénytelen-kelletlen, de el kell fogadniuk a helyzetet.
Miután Craig leülte a büntetését, Kettlemanék egy kétes adóvisszaigénylő vállalkozást üzemeltetnek. Jimmy arra használja fel őket, hogy a segítségükkel elhitesse városszerte, hogy Howard Hamlin kábítószerproblémákkal küzd. Elhiteti velük, hogy emiatt pert indíthatnak volt ügyvédjük ellen. Senki nem vállalja az ügyüket, de körbekérdezésük arra éppen alkalmassá válik, hogy a hír elterjedjen. A hallgatásukért cserébe Jimmy meg akarja őket vesztegetni, míg Kim inkább az adóhivatali ismeretségével fenyegeti őket.

#### Clovis
Clovis (Tom Kiesche) Badger unokatestvére, aki autószervízt és telepet üzemeltet. Ő veszi át a lakóbuszt is megőrzésre, és meg is javíttatja. Nehezményezi azonban, hogy egy éjszaka Jesset találja benne, aki ott aludt, és ezzel károkat is okozott neki. Követeli, hogy fizesse meg őket, de Jesse nem tud fizetni, helyette meglép a lakóbusszal együtt. Később azonban visszatér, kifizeti a károkat, és heti 500 dollárért őrizteti a lakóbuszt tovább, míg a roncstelepre nem kell kivinni, mert túlságosan gyanút keltővé vált.

#### Louis Corbett
Louis Corbett (Kyle Swimmer és Caleb Landry Jones) Walt Jr. legjobb barátja és iskolatársa. Számtalanszor segít a fiúnak, többek között ő nyitotta meg azt a PayPal-számlát, amire a Waltert megsegélyező adományok érkezhettek.

#### Dr. Delcavoli
Dr. Delcavoli (David House, magyar hangja Holl Nándor) Walter onkológus kezelőorvosa az első és a második évadban, a sorozat világában az Egyesült Államok tíz legjobb kezelőorvosának egyike.

#### Csoportvezető
A kábítószerfüggők terápiás csoportvezetője (Jere Burns, magyar hangja Fazekas István) a feje annak a csoportnak, amely a drogfüggők leszokásban történő segítségét tűzte ki céljául. Nyugodt és mindig mindenkit meghallgat, arra bátorítván a többieket, hogy ne akarják azt mindenáron, hogy jobb emberek legyenek, hanem először is fogadják el, hogy kik is ők valójában. Az ő múltja is sötét: 1992-ben vodka és kokain hatása alatt halálra gázolta hatéves kislányát a kocsifeljárón. Mégsem érez bűntudatot és nem gyűlöli magát ezért, mert úgy véli, hogy ez a valódi változás útjában áll. Jesse eleinte egyetért vele, és sokat merít a szavaiból, de Gale megölése után, amikor ezt metaforikusan bevallja a csoportnak, felháborodik azon, hogy a csoportvezető szerint ezt is el kell fogadnia, és nem kellene bűntudatot éreznie emiatt. Mikor Jesse bevallja, hogy csak drogot árulni jár a csoportba, azzal már ő sem ért egyet.

#### Stephanie Doswell
Stephanie Doswell (Jennifer Hasty) ingatlanügynök, aki két házat is bemutat, amiket Marie megnéz. A második esetnél felismeri őt, mint aki ellopta a kanalakat az első helyről. Korábban pedig ő volt Stacy Ehrmantraut ingatlanosa is, aki megvette tőle az egyik házat.

#### Stacey Ehrmantraut
Stacy Ehrmantraut (Kerry Condon) Mike menye, Kaylee anyja.

#### Kaylee Ehrmantraut
Kaylee Ehrmantraut (Kaija Roze Bales a Breaking Bad-ben, a Better Call Saul 1. évadában Faith Healey, a 2-4. évadban Abigail Zoe Lewis, az 5-6. évadban Juliet Donenfeld) Mike unokája, akivel rendszeresen látható együtt. Ilyenkor Mike szinte mindig a kedves nagypapa arcát mutatja, homlokegyenest eltérően az egyébként mutatott személyiségével. A pénzt, amit az üzelmeivel keresett, rá szerette volna hagyni, amikor betölti a 18. életévét, de a rendőrök lefoglalták. Végül, már Mike halála után, Jesse akar adni a lánynak 2,5 millió dollárt, de Walter megakadályozza ebben.

#### Cheryl Hamlin
Cheryl Hamlin (Sandrine Holt) Howard felesége. A sorozat kései epizódjaiból ismerten megromlott egymással a viszonyuk, de Howard keményen dolgozott azon, hogy jobb ember lehessen. Később, amikor Cheryl megözvegyült, jelen volt a HHM-nél szervezett megemlékezésen, ahol közölte Jimmyvel és Kimmel, hogy tudott tőle arról, hogy egyfolytában zaklatták őt. Gyanakodni is kezd rájuk, mert kizártnak tartja, hogy Howard kokainozott volna, mire Kim azonnal támadásba lendül és őt hibáztatja azért, amiért nem vette észre a drogproblémáját a saját férjének.
2010-ben aztán a bűntudatos Kim felkeresi őt. Átad neki egy dokumentumot, amelyben nyilatkozik arról, mi mindent tettek Howarddal, valamint felfedte a halálának a körülményeit is - Jimmy hollétéről azonban nem szól. Közli Cheryllel, hogy ugyanezt a dokumentumot átadta a kerületi ügyésznek is, de úgy véli, hogy nem fognak vádat emelni, hiszen nincs közvetlen bizonyítékuk. Ez a lépés lesz az, amely végül Jimmyt is nehéz helyzetbe hozza, hiszen Cherylnek innentől már meglenne a joga emberölés miatt eljárást kezdeményezni vele szemben.

#### Hoffman és Fensky
Troy Hoffman (Lane Garrison) és Jack Fensky (Billy Malone) korrupt rendőrök Philadelphiában. Ők voltak Mike és a fia, Matt partnerei. Pénzeket szedtek be bűnözőktől és Matt-et is be akarták szervezni, amikor pedig nemet mondott, megölték. Mike (aki egyébként kérte a fiát, hogy fogadja el a lehetőséget) végül rájön a bűnükre és bosszút áll.

#### Ken
Ken (Kyle Bornheimer) egy fellengzős modorú bróker, aki egy KEN WINS rendszámú BMW-t vezet és kihangosítón keresztül telefonál. A Better Call Saul során Jimmy és Kim húzzák őt csőbe azzal, hogy rászedik, hogy vegyen nekik egy üveg drága Zafiro Añejo tequilát. A Breaking Bad során Walter helyét foglalja el a parkolóban és fel is bosszantja őt, amire bosszúból felgyújtja a kocsiját.

#### Lawson
Lawson (Jim Beaver, magyar hangja Borbiczki Ferenc) egy fegyvernepper, aki a Better Call Saul-ban is felbukkan. Az ötödik évadban ő adja Walter részére a fegyvereket, melyekkel bosszút állhat.

#### Cal és Lars Lindholm
Calvin és Laurentius Liundholm (Daniel Spenser Levine és Steven Levine) egy gördeszkás ikerpár, akik eljátsszák, hogy elüti őket egy autó és erre hivatkozva kártérítést követelnek a sofőrtől. Jimmyben emberükre akadnak, aki ráadásul ráveszi őket, hogy segítsenek Betsy Kettleman lehúzásában. Tévedésből azonban Tuco Salamanca nagyanyjának nyomába erednek. Amikor a fiúk "rinyanyának" nevezik az őregasszonyt, Tuco begőzöl, és a tiszteletlenségük miatt meg akarja őket ölni, de Jimmy rábeszéli őt, hogy csak a lábukat törje el, "szigorú, de igazságos" büntetésként.

#### Donald Margolis
Donald Margolis (John de Lancie, magyar hangja Rosta Sándor) Jane apja, annak a háznak a tulajdonosa, ahol Jane és Jesse is élnek. Ő küldte a heroinfüggő lányát az elvonóra, és rendszeresen elkíséri őt a csoportterápiára is. Dühöngeni kezd, amikor rájön, hogy a lánya visszaszokott Jesse miatt, és a rendőrséget is rájuk akarja hívni. Megtorpan, amikor a lánya megígéri, hogy visszamegy az elvonóra, ezt követően pedig egy kocsmába megy, ahol véletlenül találkozik Walterrel. Szívhez szóló beszéde miatt dönt úgy Walter, hogy megmenti Jesset a függőségtől. Jane még aznap este meghal, Donald pedig teljesen összetörik. Egy hónappal később újra munkába áll, mint repülésirányító, de fejben egyáltalán nincs ott, ezzel 167 ember halálát okozza, amikor két repülő összeütközik Albuquerque felett. Nem sokkal később öngyilkosságot próbál meg elkövetni, de pontos végzete ismeretlen.

#### Carmen Molina
Carmen Molina (Carmen Serano) a JP Wynne Középiskola igazgatóhelyettese, aki epizódszerepekben bukkan fel. A harmadik évadban ő küldi ideiglenesen szabadságra Waltert, amikor az szalonképtelen dolgokról kezd el beszélni, látszólag összefüggéstelenül. Az ötödik évadban kiderül, hogy előléptették igazgatónak.

#### Old Joe
Old Joe (Larry Hankin, magyar hangja Bicskey Lukács) egy idős fickó, aki egy roncstelep tulajdonosa. Walter és Jesse sokszor kérik ki a tanácsát és fordulnak hozzá segítségért, ha bajban vannak. Ügyes mérnök: ő konstruálta az óriásmágnest, melyet az ötödik évadban használnak a bizonyítékok eltüntetésére és ő építette a mobil droglabort ugyancsak az ötödik évadban. Az, hogy Joe miért segít bűnözőknek, pontosan sosem derül ki, a jelek szerint csak az izgalom kedvéért csinálja.

#### Sobchak
Sobchak (Steven Ogg) egy bűnöző, akit Pryce eredetileg fel akart kérni testőrnek. Mike azonban lefegyverzi a férfit, amivel ő kapja meg az állást. Később Jimmy és Kim őt kérik fel, hogy nyomozzon kicsit Kevin után.

#### Pamela
Pamely (Julie Dretzin) egy válóperes ügyvéd, akit a harmadik évadban keres fel Skyler. Ő az egyik karakter, aki viszonylag hamar megtudja, hogy Walter metamfetamint gyárt, amit ügyvédi titok volta miatt senkinek nem mondhat el.

#### Gretchen és Elliott Schwartz
Gretchen Schwartz (Jessica Hecht, magyar hangja Bertalan Ágnes) és Elliott Schwartz (Adam Godley, magyar hangja Széles Tamás) egy jól menő gyógyszeripari vállalkozás, a Szürkeállomány dúsgazdag tulajdonosai, Walter barátai és egyetemi évfolyamtársai. Gretchen egy időben Walter barátnője volt. A múltban együtt indították a vállalkozást, azonban Walter tisztázatlan körülmények miatt otthagyta őket, még a nagy sikerek előtt(annyit tudni, hogy ez azután történt, hogy Gretchen egy hétvégére elvitte őt bemutatni a szüleinek). Schwartzék tisztelik Waltert, mert úgy vélik, az ő tudása is hozzájárult ahhoz, hogy ott tartanak, ahol.
Amikor megtudják, hogy Walter rákos, minden segítséget felajánlanak, amit Walter elutasít, de erről hazudik a családjának, és mindent a drogbevételből fedez. Amikor Gretchen ezért kérdőre vonja, Walter cinikusan és keserűen rátámad.Gretchen hajlandó fedezni őt egy darabig, de amikor Skyler gyanakodni kezd, hogy kettejüknek viszonya van, csakhamar rájön, hogy Schwartzék egy fillért nem adtak soha.
A házaspár az utolsó két epizódban bukkan még fel. Egy interjúban azt állítják, hogy Walter a cég nevén kívül soha semmit nem adott a közös munkájukhoz, és hogy az a Walter White, akit ismertek, meghalt. Walter ennek hatására dönt úgy, hogy mégsem adja fel magát, hanem elintézi a függőben lévő ügyeit. Badger és Vézna Pete segítségével megzsarolja a házaspárt, hogy a megmaradt drogpénzt adják át Walter Jr.-nak a 18. születésnapján, mégpedig adománynak álcázva, máskülönben két "bérgyilkos" végezni fog velük.

#### Drew Sharp
Drew Sharp (Samuel Webb) egy fiatal srác, aki rosszkor volt rossz helyen. Véletlenül meglátja ugyanis, ahogy Walter, Jesse, Todd, és a többiek véghezviszik a vonatrablós akciót. Todd, általános megdöbbenésre, hidegvérrel lelövi a srácot. A fiú holttestét és a motorját eltüntetik, és hivatalosan eltűntként kezelik a srácot. Az ő halála és annak a kezelése az utolsó csepp a pohárban Jesse számára, akinek nagyon elege lesz eddigre a drogüzelmekkel járó morális-etikai dilemmák okozta csapásokból.

#### Spooge
Spooge (David Ury, magyar hangja a Breaking Bad-ben Vári Attila) egy drogfüggő, aki az élettársával (Dale Dickey, magyar hangja Farkasinszky Edit) együtt kirabolja Pete-et, és elviszi a metamfetaminját. Jesse úgy dönt, hogy mindenáron vissza kell szerezni az anyagot, és a pénzt is, hogy példát statuáljon. Betör a házukba, amit leromlott állapotba talál, egy kisfiúval, aki az övék, de szemlátomást nem törődnek vele. A férfi és élettársa korábban raboltak egy ATM-et is, és ezt próbálja meg felnyitni, ígérvén, hogy Jesse kaphat a benne lévő pénzből. Aztán Jesset is sikerül leütniük és ártalmatlanná tenniük, de nem tudnak vele érdemben foglalkozni. Az ATM ugyanis sehogy sem akar kinyílni, Spooge pedig emiatt dühös lesz az élettársára, és folyamatosan ribancnak nevezi őt. A nő, kábítószer hatása alatt, válaszul rádönti a fejére a berendezést, megölve Spooge-ot. Az eset egy ideig nagy hírnevet kölcsönöz Jesse-nek, mert az utcán mindenki azt hiszi, hogy ő volt a tettes.
Spooge megjelenik a "Better Call Saul"-ban is, amikor a Saul Goodman és Társai iroda megnyitja kapuit, ő az első ügyfelek egyike. Ekkoriban még jól láthatóan nem szerfügő.

#### Holly White
A kis Holly (Eleanor Anne Wenrich) Walter és Skyler újszülött lánya. Apja lemaradt születéséről, és később is az élete fontos pillanatairól a drogüzelmek miatt. Amikor kiderül, hogy Walter igazából Heisenberg, Marie magához veszi őt. Hank halála után Walter elrabolja a kislányát, hogy megbüntesse Skylert, amiért durva volt vele, de később visszajuttatja az anyjához.

#### Bogdan Wolynetz
Bogdan Wolynetz (Marius Stan, magyar hangja Vári Attila) egy kocsimosó tulajdonosa, ahol Walter másodállásban dolgozik, hogy kiegészítse keresményét. Bogdan agresszív és lekezelő vele szemben, aminek köszönhetően miután megtudja, hogy rákos, felmond. A karakter a negyedik évadban bukkan fel újra, amikor Skyler javaslatára a kocsimosót veszik meg Walterrel, hogy a drogból szerzett pénzt tisztára moshassák. Bogdan nem hajlandó eladni Walternek, csak húszmillió dollárért az üzletet (korábbi ellenszenve okán), de egy megrendezett köztisztasági ellenőrzést követően mégis kénytelen azt eladni, 800 ezer dollárért. Walter, beteljesítvén bosszúját, a Bogdan által Amerikában megkeresett első dollárt leveszi a falról, ki a képkeretéből, majd egy doboz üdítőt vásárol belőle az automatánál.
Bogdan román származású, nagy szemöldöke pedig nevetség tárgya a szereplők körében.

#### Manuel Varga
Manuel Varga (Juan Carlos Cantu) Nacho apja, aki egy kárpitozó vállalkozást üzemeltet. Nacho mindenképpen szeretné őt távol tartani a saját üzelmeitől, ami nagyon nehezen megy, főleg miután Hector azt javasolja, hogy terítsék az ő cégén keresztül az árut. Emiatt kénytelen elmondania az apjának, hogy mivel foglalkozik. Mikor elkezd forrósodni a talaj, készíttet magának és az apjának is egy-egy hamis kanadai személyi igazolványt, hogy el tudjanak menekülni, ha szükséges. Nachónak egy idő után választania kell az apja és a saját élete között, és inkább az előbbit választja. Nacho haláláról Mike tájékoztatja Manuelt, aki keserűen vágja a fejéhez, hogy hiába is akarná megbosszulni a fia halálát, attól még nem lesz különb, mint a gyilkosai.

#### Kevin Wachtell
Kevin Wachtell (Rex Linn, magyar hangja Barbinek Péter) a Mesa Verde bank igazgatója, aki még az apjától örökölte a céget, és a célja a terjeszkedés. Kim szerzi meg őt a HHM ügyfeleként, amikor azonban távozni kényszerül, Chuck egyszerűen megtartja őt magának. Chuck bukása azt eredményezi, hogy Kevin újra Kim ügyfele lesz, és a segítségével lép kapcsolatba a Schweikart & Cokely Ügyvédi Irodával is. Amikor Kim megpróbál békés megoldást találni Everett Acker kilakoltatása kapcsán, Kevin megmakacsolja magát, és emiatt Kim elkezd Jimmyvel szervezkedni a háta mögött. 

#### Marion
Marion (Carol Burnett, magyar hangja Vándor Éva) Jeff idős anyja, akivel Saul/Gene összebarátkozik, hogy így kerüljön kapcsolatba Jeff-fel. Egy kedves és törődő embernek állítja be magát előtte, aki az elveszett kiskutyáját keresi, és azt állítja, hogy sohasem járt Albuquerque-ben, ahol Jeff összetűzésbe került a törvénnyel. Miután megcsinálják együtt az első nagy balhét, Jeff a megszerzett pénz egy részéből vesz egy laptopot az anyjának, Gene pedig megtanítja, hogyan kell dolgokra rákeresni. Egyik este meghallja, ahogy Gene Buddyt szidalmazza (miután kiszállt a balhékból). Gene nem hajlandó így sem leállni, hanem Jeff-fel együtt megkezdi a következő trükköt. Jeff pánikba esik egy rendőrautó láttán, balesetet okoz, és mivel gyanúba keveredik, beviszik a fogdára. Gene hetykén és magabiztosan hívja fel Mariont, hogy megkérje az asszonyt, hogy tegye le az óvadékot, csakhogy túl sokat tud a jogi procedúráról, és ettől Marion gyanút fog. Rákeres a számítógépen, és rájön, hogy Gene igazából Saul Goodman. Gene megpróbálja elhallgattatni a rendőröket épp kihívni készülő Mariont, de elbizonytalanodik, amikor a nő azt mondja neki, hogy megbízott benne. Ez a pillanatnyi elgyengülés elég ahhoz, hogy Marion a vészhívóján keresztül ráhívja a rendőröket, és információkat szolgáltasson, aminek köszönhetően Sault végül elkapják.

#### Lou Schanzer
Lou Schanzer (Tom Bower) nyugdíjas rendőr, aki Todd minden lében kanál szomszédja. Az "El Camino" filmben ő az, aki látja, hogy Neil Kandy és Casey megérkeznek, hogy átkutassák a házat az elrejtett pénz után - habár ők úgy akarták időzíteni az érkezést, hogy akkor az öreg ne legyen otthon. Mivel Lou azt hiszi, hogy ők rendőrök, készséggel elmesél nekik mindent Toddról. Később aztán egy jegyzetet akar nekik átadni, amivel talán segítheti a nyomozást, emiatt pedig Jesse és Neil meg tudnak állapodni a pénz megosztásáról.
|  | Itt a vége a cselekmény részletezésének! |

## Fordítás
Ez a szócikk részben vagy egészben  a   List of Breaking Bad and Better Call Saul characters című angol Wikipédia-szócikk ezen változatának fordításán alapul.  Az eredeti cikk szerkesztőit annak laptörténete sorolja fel. Ez a jelzés csupán a megfogalmazás eredetét és a szerzői jogokat jelzi, nem szolgál a cikkben szereplő információk forrásmegjelöléseként.